# Liste des anciennes communes du département du Jura
Cette page a pour objectif de retracer toutes les modifications communales dans le département du Jura : les anciennes communes qui ont existé depuis la Révolution française, ainsi que les créations, les modifications officielles de nom, ainsi que les échanges de territoires entre communes.
En 1800 , le territoire du département du Jura dans ses limites actuelles comptait 727 communes, un nombre important, dans un département montagneux plutôt peu peuplé. L'exode rural aidant, rapidement, on va rassembler des communes devenues très peu peuplées (une trentaine d'habitants seulement pour certaines) et cela dès les années 1820 où leur nombre devient inférieur à 580 et se stabiliser à ce niveau. Mais la loi Marcellin des années 1970 puis la loi NOTRe depuis 2010 vont faire des émules et relancer le mouvement. Le département compte aujourd'hui 492 communes (au 1er janvier 2025).

## Transferts vers un autre département
| Département d'origine | Département de rattachement | Communes concernées                                                  | Décision                                                          |
| --------------------- | --------------------------- | -------------------------------------------------------------------- | ----------------------------------------------------------------- |
| Jura                  | Doubs                       | Antorpe (à l'occasion de sa fusion avec la commune de Saint-Vit)     | 23 avril 1974 (Décret)                                            |
| Jura                  | Saône-et-Loire              | Chêne-Sec (à l'occasion de sa fusion avec la commune de Beauvernois) | 29 avril 1833 (Loi) Loi annulée par une ordonnance du 5 juin 1833 |

## Fusions
| Nom de la nouvelle commune                  | Communes réunies                                                     | Régime                                                                                                   | Date (et nature) de la décision                              | Date d'effet                                                 |
| ------------------------------------------- | -------------------------------------------------------------------- | --- | ------------------------------------------------------------ | ------------------------------------------------------------ |
| Poligny                                     | Poligny                                                              | commune nouvelle (avec communes déléguées)                                                               | 4 décembre 2024 (Arrêté) 10 décembre 2024 (Arrêté)           | 1er janvier 2025                                             |
| Poligny                                     | Vaux-sur-Poligny                                                     | commune nouvelle (avec communes déléguées)                                                               | 4 décembre 2024 (Arrêté) 10 décembre 2024 (Arrêté)           | 1er janvier 2025                                             |
| Val-Sonnette                                | Val-Sonnette                                                         | commune nouvelle (avec 5 communes déléguées)                                                             | 4 décembre 2024 (Arrêté) 10 décembre 2024 (Arrêté)           | 1er janvier 2025                                             |
| Val-Sonnette                                | Sainte-Agnès                                                         | commune nouvelle (avec 5 communes déléguées)                                                             | 4 décembre 2024 (Arrêté) 10 décembre 2024 (Arrêté)           | 1er janvier 2025                                             |
| Nanchez                                     | Nanchez                                                              | commune nouvelle (avec 3 communes déléguées : Les Piards, Prénovel et Villard-sur-Bienne)                | 27 décembre 2018 (Arrêté)                                    | 1er janvier 2019                                             |
| Nanchez                                     | Les Piards                                                           | commune nouvelle (avec 3 communes déléguées : Les Piards, Prénovel et Villard-sur-Bienne)                | 27 décembre 2018 (Arrêté)                                    | 1er janvier 2019                                             |
| Nanchez                                     | Villard-sur-Bienne                                                   | commune nouvelle (avec 3 communes déléguées : Les Piards, Prénovel et Villard-sur-Bienne)                | 27 décembre 2018 (Arrêté)                                    | 1er janvier 2019                                             |
| Dampierre                                   | Dampierre                                                            | commune nouvelle (avec communes déléguées)                                                               | 20 décembre 2018 (Arrêté)                                    | 1er janvier 2019                                             |
| Dampierre                                   | Le Petit-Mercey                                                      | commune nouvelle (avec communes déléguées)                                                               | 20 décembre 2018 (Arrêté)                                    | 1er janvier 2019                                             |
| Beaufort-Orbagna                            | Beaufort                                                             | commune nouvelle (SANS communes déléguées depuis le 1-1-2021)                                            | 14 décembre 2018 (Arrêté)                                    | 1er janvier 2019                                             |
| Beaufort-Orbagna                            | Orbagna                                                              | commune nouvelle (SANS communes déléguées depuis le 1-1-2021)                                            | 14 décembre 2018 (Arrêté)                                    | 1er janvier 2019                                             |
| Grande-Rivière Château                      | Grande-Rivière                                                       | commune nouvelle (avec communes déléguées)                                                               | 13 décembre 2018 (Arrêté)                                    | 1er janvier 2019                                             |
| Grande-Rivière Château                      | Château-des-Prés                                                     | commune nouvelle (avec communes déléguées)                                                               | 13 décembre 2018 (Arrêté)                                    | 1er janvier 2019                                             |
| Domblans                                    | Domblans                                                             | commune nouvelle (avec 1 commune déléguée : Bréry)                                                       | 12 décembre 2018 (Arrêté)                                    | 1er janvier 2019                                             |
| Domblans                                    | Bréry                                                                | commune nouvelle (avec 1 commune déléguée : Bréry)                                                       | 12 décembre 2018 (Arrêté)                                    | 1er janvier 2019                                             |
| Chassal-Molinges                            | Molinges                                                             | commune nouvelle (SANS communes déléguées depuis le 15-3-2020)                                           | 11 décembre 2018 (Arrêté)                                    | 1er janvier 2019                                             |
| Chassal-Molinges                            | Chassal                                                              | commune nouvelle (SANS communes déléguées depuis le 15-3-2020)                                           | 11 décembre 2018 (Arrêté)                                    | 1er janvier 2019                                             |
| Saint-Hymetière-sur-Valouse                 | Chemilla                                                             | commune nouvelle (SANS communes déléguées)                                                               | 11 décembre 2018 (Arrêté)                                    | 1er janvier 2019                                             |
| Saint-Hymetière-sur-Valouse                 | Cézia                                                                | commune nouvelle (SANS communes déléguées)                                                               | 11 décembre 2018 (Arrêté)                                    | 1er janvier 2019                                             |
| Saint-Hymetière-sur-Valouse                 | Lavans-sur-Valouse                                                   | commune nouvelle (SANS communes déléguées)                                                               | 11 décembre 2018 (Arrêté)                                    | 1er janvier 2019                                             |
| Saint-Hymetière-sur-Valouse                 | Saint-Hymetière                                                      | commune nouvelle (SANS communes déléguées)                                                               | 11 décembre 2018 (Arrêté)                                    | 1er janvier 2019                                             |
| Les Trois-Châteaux                          | Les Trois Châteaux                                                   | commune nouvelle (SANS communes déléguées depuis le 1-3-2020)                                            | 22 novembre 2018 (Arrêté) 16 janvier 2019 (Arrêté)           | 1er janvier 2019                                             |
| Les Trois-Châteaux                          | Saint-Jean-d'Étreux                                                  | commune nouvelle (SANS communes déléguées depuis le 1-3-2020)                                            | 22 novembre 2018 (Arrêté) 16 janvier 2019 (Arrêté)           | 1er janvier 2019                                             |
| Lavans-lès-Saint-Claude                     | Lavans-lès-Saint-Claude                                              | commune nouvelle (avec 3 communes déléguées : Lavans, Ponthoux et Pratz)                                 | 16 octobre 2018 (Arrêté)                                     | 1er janvier 2019                                             |
| Lavans-lès-Saint-Claude                     | Pratz                                                                | commune nouvelle (avec 3 communes déléguées : Lavans, Ponthoux et Pratz)                                 | 16 octobre 2018 (Arrêté)                                     | 1er janvier 2019                                             |
| Arinthod                                    | Arinthod                                                             | commune nouvelle (SANS communes déléguées)                                                               | 4 décembre 2017 (Arrêté)                                     | 1er janvier 2018                                             |
| Arinthod                                    | Chisséria                                                            | commune nouvelle (SANS communes déléguées)                                                               | 4 décembre 2017 (Arrêté)                                     | 1er janvier 2018                                             |
| Vosbles-Valfin                              | Vosbles                                                              | commune nouvelle (avec 1 commune déléguée : Valfin)                                                      | 4 décembre 2017 (Arrêté)                                     | 1er janvier 2018                                             |
| Vosbles-Valfin                              | Valfin-sur-Valouse                                                   | commune nouvelle (avec 1 commune déléguée : Valfin)                                                      | 4 décembre 2017 (Arrêté)                                     | 1er janvier 2018                                             |
| Val-d'Épy                                   | Val-d'Épy                                                            | commune nouvelle (SANS communes déléguées depuis le 1-1-2020)                                            | 27 juillet 2017 (Arrêté) 24 novembre 2017 (Arrêté)           | 1er janvier 2018                                             |
| Val-d'Épy                                   | La Balme-d'Épy                                                       | commune nouvelle (SANS communes déléguées depuis le 1-1-2020)                                            | 27 juillet 2017 (Arrêté) 24 novembre 2017 (Arrêté)           | 1er janvier 2018                                             |
| Thoirette-Coisia                            | Thoirette                                                            | commune nouvelle (SANS communes déléguées depuis le 1-1-2020)                                            | 19 décembre 2016 (Arrêté)                                    | 1er janvier 2017                                             |
| Thoirette-Coisia                            | Coisia                                                               | commune nouvelle (SANS communes déléguées depuis le 1-1-2020)                                            | 19 décembre 2016 (Arrêté)                                    | 1er janvier 2017                                             |
| Aromas                                      | Aromas                                                               | commune nouvelle (SANS communes déléguées depuis le 1-1-2017)                                            | 15 décembre 2016 (Arrêté)                                    | 1er janvier 2017                                             |
| Aromas                                      | Villeneuve-lès-Charnod                                               | commune nouvelle (SANS communes déléguées depuis le 1-1-2017)                                            | 15 décembre 2016 (Arrêté)                                    | 1er janvier 2017                                             |
| Septmoncel Les Molunes                      | Septmoncel                                                           | commune nouvelle (SANS communes déléguées depuis le 15-3-2020)                                           | 15 décembre 2016 (Arrêté)                                    | 1er janvier 2017                                             |
| Septmoncel Les Molunes                      | Les Molunes                                                          | commune nouvelle (SANS communes déléguées depuis le 15-3-2020)                                           | 15 décembre 2016 (Arrêté)                                    | 1er janvier 2017                                             |
| Val Suran                                   | Saint-Julien                                                         | commune nouvelle (SANS communes déléguées depuis le 15-3-2020)                                           | 15 novembre 2016 (Arrêté)                                    | 1er janvier 2017                                             |
| Val Suran                                   | Bourcia                                                              | commune nouvelle (SANS communes déléguées depuis le 15-3-2020)                                           | 15 novembre 2016 (Arrêté)                                    | 1er janvier 2017                                             |
| Val Suran                                   | Louvenne                                                             | commune nouvelle (SANS communes déléguées depuis le 15-3-2020)                                           | 15 novembre 2016 (Arrêté)                                    | 1er janvier 2017                                             |
| Val Suran                                   | Villechantria                                                        | commune nouvelle (SANS communes déléguées depuis le 15-3-2020)                                           | 15 novembre 2016 (Arrêté)                                    | 1er janvier 2017                                             |
| Coteaux du Lizon                            | Saint-Lupicin                                                        | commune nouvelle (avec communes déléguées)                                                               | 4 juillet 2016 (Arrêté)                                      | 1er janvier 2017                                             |
| Coteaux du Lizon                            | Cuttura                                                              | commune nouvelle (avec communes déléguées)                                                               | 4 juillet 2016 (Arrêté)                                      | 1er janvier 2017                                             |
| Val-Sonnette                                | Vincelles                                                            | commune nouvelle (avec communes déléguées)                                                               | 4 juillet 2016 (Arrêté)                                      | 1er janvier 2017                                             |
| Val-Sonnette                                | Bonnaud                                                              | commune nouvelle (avec communes déléguées)                                                               | 4 juillet 2016 (Arrêté)                                      | 1er janvier 2017                                             |
| Val-Sonnette                                | Grusse                                                               | commune nouvelle (avec communes déléguées)                                                               | 4 juillet 2016 (Arrêté)                                      | 1er janvier 2017                                             |
| Val-Sonnette                                | Vercia                                                               | commune nouvelle (avec communes déléguées)                                                               | 4 juillet 2016 (Arrêté)                                      | 1er janvier 2017                                             |
| Valzin en Petite Montagne                   | Légna                                                                | commune nouvelle (SANS communes déléguées)                                                               | 4 juillet 2016 (Arrêté)                                      | 1er janvier 2017                                             |
| Valzin en Petite Montagne                   | Chatonnay                                                            | commune nouvelle (SANS communes déléguées)                                                               | 4 juillet 2016 (Arrêté)                                      | 1er janvier 2017                                             |
| Valzin en Petite Montagne                   | Fétigny                                                              | commune nouvelle (SANS communes déléguées)                                                               | 4 juillet 2016 (Arrêté)                                      | 1er janvier 2017                                             |
| Valzin en Petite Montagne                   | Savigna                                                              | commune nouvelle (SANS communes déléguées)                                                               | 4 juillet 2016 (Arrêté)                                      | 1er janvier 2017                                             |
| Trenal                                      | Trenal                                                               | commune nouvelle (SANS communes déléguées depuis le 1-1-2017)                                            | 8 juin 2016 (Arrêté)                                         | 1er janvier 2017                                             |
| Trenal                                      | Mallerey                                                             | commune nouvelle (SANS communes déléguées depuis le 1-1-2017)                                            | 8 juin 2016 (Arrêté)                                         | 1er janvier 2017                                             |
| Montlainsia                                 | Lains                                                                | commune nouvelle (avec communes déléguées)                                                               | 27 mai 2016 (Arrêté)                                         | 1er janvier 2017                                             |
| Montlainsia                                 | Dessia                                                               | commune nouvelle (avec communes déléguées)                                                               | 27 mai 2016 (Arrêté)                                         | 1er janvier 2017                                             |
| Montlainsia                                 | Montagna-le-Templier                                                 | commune nouvelle (avec communes déléguées)                                                               | 27 mai 2016 (Arrêté)                                         | 1er janvier 2017                                             |
| Les Trois Châteaux                          | Nanc-lès-Saint-Amour                                                 | commune nouvelle (SANS communes déléguées depuis le 1-3-2020)                                            | 18 mars 2016 (Arrêté)                                        | 1er avril 2016                                               |
| Les Trois Châteaux                          | L'Aubépin                                                            | commune nouvelle (SANS communes déléguées depuis le 1-3-2020)                                            | 18 mars 2016 (Arrêté)                                        | 1er avril 2016                                               |
| Les Trois Châteaux                          | Chazelles                                                            | commune nouvelle (SANS communes déléguées depuis le 1-3-2020)                                            | 18 mars 2016 (Arrêté)                                        | 1er avril 2016                                               |
| Vincent-Froideville                         | Vincent                                                              | commune nouvelle (avec 1 commune déléguée : Froideville)                                                 | 11 mars 2016 (Arrêté)                                        | 1er avril 2016                                               |
| Vincent-Froideville                         | Froideville                                                          | commune nouvelle (avec 1 commune déléguée : Froideville)                                                 | 11 mars 2016 (Arrêté)                                        | 1er avril 2016                                               |
| Hauts de Bienne                             | Morez                                                                | commune nouvelle (avec communes déléguées)                                                               | 29 décembre 2015 (Arrêté)                                    | 1er janvier 2016                                             |
| Hauts de Bienne                             | Lézat                                                                | commune nouvelle (avec communes déléguées)                                                               | 29 décembre 2015 (Arrêté)                                    | 1er janvier 2016                                             |
| Hauts de Bienne                             | La Mouille                                                           | commune nouvelle (avec communes déléguées)                                                               | 29 décembre 2015 (Arrêté)                                    | 1er janvier 2016                                             |
| Nanchez                                     | Chaux-des-Prés                                                       | commune nouvelle (avec 1 commune déléguée : Prénovel)                                                    | 14 décembre 2015 (Arrêté)                                    | 1er janvier 2016                                             |
| Nanchez                                     | Prénovel                                                             | commune nouvelle (avec 1 commune déléguée : Prénovel)                                                    | 14 décembre 2015 (Arrêté)                                    | 1er janvier 2016                                             |
| Hauteroche                                  | Crançot                                                              | commune nouvelle (SANS communes déléguées depuis le 15-3-2020)                                           | 4 décembre 2015 (Arrêté)                                     | 1er janvier 2016                                             |
| Hauteroche                                  | Granges-sur-Baume                                                    | commune nouvelle (SANS communes déléguées depuis le 15-3-2020)                                           | 4 décembre 2015 (Arrêté)                                     | 1er janvier 2016                                             |
| Hauteroche                                  | Mirebel                                                              | commune nouvelle (SANS communes déléguées depuis le 15-3-2020)                                           | 4 décembre 2015 (Arrêté)                                     | 1er janvier 2016                                             |
| Mignovillard                                | Mignovillard                                                         | commune nouvelle (SANS communes déléguées depuis le 1-1-2020)                                            | 30 novembre 2015 (Arrêté)                                    | 1er janvier 2016                                             |
| Mignovillard                                | Communailles-en-Montagne                                             | commune nouvelle (SANS communes déléguées depuis le 1-1-2020)                                            | 30 novembre 2015 (Arrêté)                                    | 1er janvier 2016                                             |
| Val-d'Épy                                   | Val-d'Épy                                                            | commune nouvelle (SANS communes déléguées depuis le 1-1-2020)                                            | 30 novembre 2015 (Arrêté)                                    | 1er janvier 2016                                             |
| Val-d'Épy                                   | Florentia                                                            | commune nouvelle (SANS communes déléguées depuis le 1-1-2020)                                            | 30 novembre 2015 (Arrêté)                                    | 1er janvier 2016                                             |
| Val-d'Épy                                   | Nantey                                                               | commune nouvelle (SANS communes déléguées depuis le 1-1-2020)                                            | 30 novembre 2015 (Arrêté)                                    | 1er janvier 2016                                             |
| Val-d'Épy                                   | Senaud                                                               | commune nouvelle (SANS communes déléguées depuis le 1-1-2020)                                            | 30 novembre 2015 (Arrêté)                                    | 1er janvier 2016                                             |
| Arlay                                       | Arlay                                                                | commune nouvelle (avec 1 commune déléguée : Saint-Germain)                                               | 28 octobre 2015 (Arrêté)                                     | 1er janvier 2016                                             |
| Arlay                                       | Saint-Germain-lès-Arlay                                              | commune nouvelle (avec 1 commune déléguée : Saint-Germain)                                               | 28 octobre 2015 (Arrêté)                                     | 1er janvier 2016                                             |
| La Chailleuse                               | Arthenas                                                             | commune nouvelle (SANS communes déléguées depuis le 15-3-2020)                                           | 28 octobre 2015 (Arrêté)                                     | 1er janvier 2016                                             |
| La Chailleuse                               | Essia                                                                | commune nouvelle (SANS communes déléguées depuis le 15-3-2020)                                           | 28 octobre 2015 (Arrêté)                                     | 1er janvier 2016                                             |
| La Chailleuse                               | Saint-Laurent-la-Roche                                               | commune nouvelle (SANS communes déléguées depuis le 15-3-2020)                                           | 28 octobre 2015 (Arrêté)                                     | 1er janvier 2016                                             |
| La Chailleuse                               | Varessia                                                             | commune nouvelle (SANS communes déléguées depuis le 15-3-2020)                                           | 28 octobre 2015 (Arrêté)                                     | 1er janvier 2016                                             |
| Lavans-lès-Saint-Claude                     | Lavans-lès-Saint-Claude                                              | commune nouvelle (avec communes déléguées)                                                               | 28 octobre 2015 (Arrêté)                                     | 1er janvier 2016                                             |
| Lavans-lès-Saint-Claude                     | Ponthoux                                                             | commune nouvelle (avec communes déléguées)                                                               | 28 octobre 2015 (Arrêté)                                     | 1er janvier 2016                                             |
| Mièges                                      | Mièges                                                               | commune nouvelle (avec communes déléguées)                                                               | 30 septembre 2015 (Arrêté)                                   | 1er janvier 2016                                             |
| Mièges                                      | Esserval-Combe                                                       | commune nouvelle (avec communes déléguées)                                                               | 30 septembre 2015 (Arrêté)                                   | 1er janvier 2016                                             |
| Mièges                                      | Molpré                                                               | commune nouvelle (avec communes déléguées)                                                               | 30 septembre 2015 (Arrêté)                                   | 1er janvier 2016                                             |
| Morbier                                     | Morbier                                                              | fusion simple                                                                                            | 10 octobre 2006 (Décret)                                     | 1er janvier 2007                                             |
| Morbier                                     | Tancua                                                               | fusion simple                                                                                            | 10 octobre 2006 (Décret)                                     | 1er janvier 2007                                             |
| Neublans-Abergement                         | Neublans                                                             | fusion association                                                                                       | 27 novembre 1975 (Arrêté)                                    | 1er janvier 1976                                             |
| Neublans-Abergement                         | Abergement-Saint-Jean                                                | fusion association                                                                                       | 27 novembre 1975 (Arrêté)                                    | 1er janvier 1976                                             |
| Saint-Vit (département du Doubs)            | Saint-Vit (département du Doubs)                                     | fusion association                                                                                       | 23 avril 1974 (Décret)                                       | 1er juin 1974                                                |
| Saint-Vit (département du Doubs)            | Antorpe (département du Jura)                                        | fusion association                                                                                       | 23 avril 1974 (Décret)                                       | 1er juin 1974                                                |
| Saint-Claude                                | Saint-Claude                                                         | fusion simple                                                                                            | 21 décembre 1973 (Arrêté)                                    | 1er janvier 1974                                             |
| Saint-Claude                                | Chaumont                                                             | fusion simple                                                                                            | 21 décembre 1973 (Arrêté)                                    | 1er janvier 1974                                             |
| Saint-Claude                                | Chevry                                                               | fusion simple                                                                                            | 21 décembre 1973 (Arrêté)                                    | 1er janvier 1974                                             |
| Saint-Claude                                | Cinquétral                                                           | fusion simple                                                                                            | 21 décembre 1973 (Arrêté)                                    | 1er janvier 1974                                             |
| Saint-Claude                                | Ranchette                                                            | fusion simple                                                                                            | 21 décembre 1973 (Arrêté)                                    | 1er janvier 1974                                             |
| Saint-Claude                                | Valfin-lès-Saint-Claude                                              | fusion simple                                                                                            | 21 décembre 1973 (Arrêté)                                    | 1er janvier 1974                                             |
| Dole                                        | Dole                                                                 | fusion association (En 2014, Goux remplace son statut de commune associée par celui de commune déléguée) | 18 octobre 1973 (Arrêté)                                     | 1er janvier 1974                                             |
| Dole                                        | Goux                                                                 | fusion association (En 2014, Goux remplace son statut de commune associée par celui de commune déléguée) | 18 octobre 1973 (Arrêté)                                     | 1er janvier 1974                                             |
| Asnans-Beauvoisin                           | Asnans                                                               | fusion association                                                                                       | 21 juin 1973 (Arrêté)                                        | 1er juillet 1973                                             |
| Asnans-Beauvoisin                           | Beauvoisin                                                           | fusion association                                                                                       | 21 juin 1973 (Arrêté)                                        | 1er juillet 1973                                             |
| Éclans-Nenon                                | Éclans                                                               | fusion association                                                                                       | 12 février 1973 (Arrêté)                                     | 1er mars 1973                                                |
| Éclans-Nenon                                | Nenon                                                                | fusion association                                                                                       | 12 février 1973 (Arrêté)                                     | 1er mars 1973                                                |
| Grande-Rivière                              | Grande-Rivière                                                       | fusion simple                                                                                            | 24 janvier 1973 (Arrêté)                                     | 1er mars 1973                                                |
| Grande-Rivière                              | Rivière-Devant                                                       | fusion simple                                                                                            | 24 janvier 1973 (Arrêté)                                     | 1er mars 1973                                                |
| Dammartin-Marpain                           | Dammartin                                                            | fusion association (fusion simple depuis le 23-2-1995)                                                   | 30 décembre 1972 (Arrêté)                                    | 1er janvier 1973                                             |
| Dammartin-Marpain                           | Marpain                                                              | fusion association (fusion simple depuis le 23-2-1995)                                                   | 30 décembre 1972 (Arrêté)                                    | 1er janvier 1973                                             |
| Sirod                                       | Sirod                                                                | fusion simple                                                                                            | 30 décembre 1972 (Arrêté)                                    | 1er janvier 1973                                             |
| Sirod                                       | Treffay                                                              | fusion simple                                                                                            | 30 décembre 1972 (Arrêté)                                    | 1er janvier 1973                                             |
| Orgelet                                     | Orgelet-le-Bourget                                                   | fusion simple                                                                                            | 28 décembre 1972 (Arrêté)                                    | 1er janvier 1973                                             |
| Orgelet                                     | Sézéria                                                              | fusion simple                                                                                            | 28 décembre 1972 (Arrêté)                                    | 1er janvier 1973                                             |
| Bersaillin                                  | Bersaillin                                                           | fusion association (fusion simple depuis le 1-1-2008)                                                    | 27 décembre 1972 (Arrêté) 16 février 1973 (Arrêté)           | 1er janvier 1973                                             |
| Bersaillin                                  | Le Bouchaud                                                          | fusion association (fusion simple depuis le 1-1-2008)                                                    | 27 décembre 1972 (Arrêté) 16 février 1973 (Arrêté)           | 1er janvier 1973                                             |
| Bersaillin                                  | Le Viseney                                                           | fusion association (fusion simple depuis le 1-1-2008)                                                    | 27 décembre 1972 (Arrêté) 16 février 1973 (Arrêté)           | 1er janvier 1973                                             |
| Les Planches-en-Montagne                    | Les Planches-en-Montagne                                             | fusion simple                                                                                            | 27 décembre 1972 (Arrêté)                                    | 1er janvier 1973                                             |
| Les Planches-en-Montagne                    | La Perrena                                                           | fusion simple                                                                                            | 27 décembre 1972 (Arrêté)                                    | 1er janvier 1973                                             |
| Louvatange-le-Petit-Mercey                  | Louvatange (commune rétablie en 1984)                                | fusion association (dissoute en 1984)                                                                    | 21 décembre 1972 (Arrêté)                                    | 1er janvier 1973                                             |
| Louvatange-le-Petit-Mercey                  | Le Petit-Mercey (commune rétablie en 1984)                           | fusion association (dissoute en 1984)                                                                    | 21 décembre 1972 (Arrêté)                                    | 1er janvier 1973                                             |
| Val-d'Épy                                   | Épy-Lanéria                                                          | fusion association (fusion simple depuis le 1-1-1978)                                                    | 20 décembre 1972 (Arrêté)                                    | 1er janvier 1973                                             |
| Val-d'Épy                                   | Poisoux                                                              | fusion association (fusion simple depuis le 1-1-1978)                                                    | 20 décembre 1972 (Arrêté)                                    | 1er janvier 1973                                             |
| Pont-d'Héry                                 | Pont-d'Héry                                                          | fusion association (fusion simple depuis le 1-1-2006)                                                    | 19 décembre 1972 (Arrêté)                                    | 1er janvier 1973                                             |
| Pont-d'Héry                                 | Fonteny                                                              | fusion association (fusion simple depuis le 1-1-2006)                                                    | 19 décembre 1972 (Arrêté)                                    | 1er janvier 1973                                             |
| Pont-d'Héry                                 | Moutaine                                                             | fusion association (fusion simple depuis le 1-1-2006)                                                    | 19 décembre 1972 (Arrêté)                                    | 1er janvier 1973                                             |
| Romange-lès-Vriange                         | Romange (commune rétablie en 1979)                                   | fusion association (dissoute en 1979)                                                                    | 19 décembre 1972 (Arrêté)                                    | 1er janvier 1973                                             |
| Romange-lès-Vriange                         | Vriange (commune rétablie en 1979)                                   | fusion association (dissoute en 1979)                                                                    | 19 décembre 1972 (Arrêté)                                    | 1er janvier 1973                                             |
| Port-Lesney-Grange-de-Vaivre                | Port-Lesney (commune rétablie en 1987)                               | fusion association (dissoute en 1987)                                                                    | 30 novembre 1972 (Arrêté)                                    | 1er janvier 1973                                             |
| Port-Lesney-Grange-de-Vaivre                | Grange-de-Vaivre (commune rétablie en 1987)                          | fusion association (dissoute en 1987)                                                                    | 30 novembre 1972 (Arrêté)                                    | 1er janvier 1973                                             |
| Saint-Maurice-Crillat                       | Saint-Maurice-en-Montagne                                            | fusion simple                                                                                            | 28 novembre 1972 (Arrêté)                                    | 1er janvier 1973                                             |
| Saint-Maurice-Crillat                       | Crillat                                                              | fusion simple                                                                                            | 28 novembre 1972 (Arrêté)                                    | 1er janvier 1973                                             |
| Andelot-Morval                              | Andelot-lès-Saint-Amour                                              | fusion association                                                                                       | 24 novembre 1972 (Arrêté)                                    | 1er janvier 1973                                             |
| Andelot-Morval                              | Morval                                                               | fusion association                                                                                       | 24 novembre 1972 (Arrêté)                                    | 1er janvier 1973                                             |
| Mignovillard                                | Mignovillard-Petit-Villard                                           | fusion association (fusion simple depuis le 1-3-1977)                                                    | 23 novembre 1972 (Arrêté)                                    | 1er janvier 1973                                             |
| Mignovillard                                | Essavilly                                                            | fusion association (fusion simple depuis le 1-3-1977)                                                    | 23 novembre 1972 (Arrêté)                                    | 1er janvier 1973                                             |
| Mignovillard                                | Froidefontaine                                                       | fusion association (fusion simple depuis le 1-3-1977)                                                    | 23 novembre 1972 (Arrêté)                                    | 1er janvier 1973                                             |
| Cernon                                      | Cernon                                                               | fusion association                                                                                       | 22 novembre 1972 (Arrêté)                                    | 1er janvier 1973                                             |
| Cernon                                      | Viremont                                                             | fusion association                                                                                       | 22 novembre 1972 (Arrêté)                                    | 1er janvier 1973                                             |
| Saint-Cyr-Montmalin                         | Saint-Cyr                                                            | fusion association (fusion simple depuis le 1-1-2011)                                                    | 7 novembre 1972 (Arrêté)                                     | 1er janvier 1973                                             |
| Saint-Cyr-Montmalin                         | Montmalin                                                            | fusion association (fusion simple depuis le 1-1-2011)                                                    | 7 novembre 1972 (Arrêté)                                     | 1er janvier 1973                                             |
| Mouchard                                    | Mouchard                                                             | fusion simple                                                                                            | 3 novembre 1972 (Arrêté)                                     | 15 novembre 1972                                             |
| Mouchard                                    | Certémery                                                            | fusion simple                                                                                            | 3 novembre 1972 (Arrêté)                                     | 15 novembre 1972                                             |
| Aromas                                      | Aromas                                                               | fusion simple                                                                                            | 29 octobre 1972 (Arrêté)                                     | 1er janvier 1973                                             |
| Aromas                                      | Ceffia                                                               | fusion simple                                                                                            | 29 octobre 1972 (Arrêté)                                     | 1er janvier 1973                                             |
| Chaux-Champagny                             | Chaux-sur-Champagny                                                  | fusion simple                                                                                            | 24 octobre 1972 (Arrêté)                                     | 1er janvier 1973                                             |
| Chaux-Champagny                             | Champagny                                                            | fusion simple                                                                                            | 24 octobre 1972 (Arrêté)                                     | 1er janvier 1973                                             |
| Sarrogna                                    | Sarrogna                                                             | fusion simple                                                                                            | 28 mars 1972 (Arrêté)                                        | 3 juin 1972                                                  |
| Sarrogna                                    | Marangea                                                             | fusion simple                                                                                            | 28 mars 1972 (Arrêté)                                        | 3 juin 1972                                                  |
| Sarrogna                                    | Montjouvent                                                          | fusion simple                                                                                            | 28 mars 1972 (Arrêté)                                        | 3 juin 1972                                                  |
| Sarrogna                                    | Nermier                                                              | fusion simple                                                                                            | 28 mars 1972 (Arrêté)                                        | 3 juin 1972                                                  |
| Épy-Lanéria                                 | Épy                                                                  | fusion                                                                                                   | 24 février 1971 (Arrêté)                                     | 1er mars 1971                                                |
| Épy-Lanéria                                 | Lanéria                                                              | fusion                                                                                                   | 24 février 1971 (Arrêté)                                     | 1er mars 1971                                                |
| Orgelet-le-Bourget                          | Orgelet                                                              | fusion                                                                                                   | 15 décembre 1966 (Arrêté) 16 avril 1967 (Arrêté)             | 1er janvier 1967                                             |
| Orgelet-le-Bourget                          | Le Bourget                                                           | fusion                                                                                                   | 15 décembre 1966 (Arrêté) 16 avril 1967 (Arrêté)             | 1er janvier 1967                                             |
| Mignovillard-Petit-Villard                  | Mignovillard                                                         | fusion                                                                                                   | 8 octobre 1965 (Arrêté)                                      | 1er janvier 1966                                             |
| Mignovillard-Petit-Villard                  | Petit-Villard (canton de Nozeroy)                                    | fusion                                                                                                   | 8 octobre 1965 (Arrêté)                                      | 1er janvier 1966                                             |
| Clairvaux-les-Lacs                          | Clairvaux-les-Lacs                                                   | fusion                                                                                                   | 22 janvier 1959 (Arrêté)                                     | 22 février 1959                                              |
| Clairvaux-les-Lacs                          | Soyria                                                               | fusion                                                                                                   | 22 janvier 1959 (Arrêté)                                     | 22 février 1959                                              |
| Dole                                        | Dole                                                                 | fusion                                                                                                   | 6 avril 1953 (Arrêté)                                        | 16 avril 1953                                                |
| Dole                                        | Azans                                                                | fusion                                                                                                   | 6 avril 1953 (Arrêté)                                        | 16 avril 1953                                                |
| Dole                                        | Saint-Ylie                                                           | fusion                                                                                                   | 6 avril 1953 (Arrêté)                                        | 16 avril 1953                                                |
| Marigny                                     | Marigny                                                              | fusion                                                                                                   | 27 mai 1949 (Décret)                                         | 30 mai 1949                                                  |
| Marigny                                     | Villard-sur-l'Ain                                                    | fusion                                                                                                   | 27 mai 1949 (Décret)                                         | 30 mai 1949                                                  |
| Villards-d'Héria                            | Villards-d'Héria                                                     | fusion                                                                                                   | 26 novembre 1946 (Arrêté)                                    | 12 avril 1947                                                |
| Villards-d'Héria                            | Grand-Châtel                                                         | fusion                                                                                                   | 26 novembre 1946 (Arrêté)                                    | 12 avril 1947                                                |
| Viry                                        | Viry                                                                 | fusion                                                                                                   | 26 novembre 1946 (Arrêté)                                    | 12 avril 1947                                                |
| Viry                                        | Sièges                                                               | fusion                                                                                                   | 26 novembre 1946 (Arrêté)                                    | 12 avril 1947                                                |
| Les Essards-Taignevaux                      | Les Essards                                                          | fusion                                                                                                   | 4 juin 1859 (Loi)                                            | 4 juin 1859 (Loi)                                            |
| Les Essards-Taignevaux                      | Taignevaux                                                           | fusion                                                                                                   | 4 juin 1859 (Loi)                                            | 4 juin 1859 (Loi)                                            |
| Beauvernois (département de Saône-et-Loire) | Beauvernois (département de Saône-et-Loire)                          | fusion                                                                                                   | 29 avril 1833 (Loi) ANNULÉ par une ordonnance du 5 juin 1833 | 29 avril 1833 (Loi) ANNULÉ par une ordonnance du 5 juin 1833 |
| Beauvernois (département de Saône-et-Loire) | Chêne-Sec (département du Jura)                                      | fusion                                                                                                   | 29 avril 1833 (Loi) ANNULÉ par une ordonnance du 5 juin 1833 | 29 avril 1833 (Loi) ANNULÉ par une ordonnance du 5 juin 1833 |
| Rix                                         | Rix                                                                  | fusion                                                                                                   | 27 septembre 1827 (Ordonnance)                               | 27 septembre 1827 (Ordonnance)                               |
| Rix                                         | Trébief                                                              | fusion                                                                                                   | 27 septembre 1827 (Ordonnance)                               | 27 septembre 1827 (Ordonnance)                               |
| Colonne                                     | Colonne                                                              | fusion                                                                                                   | 21 août 1827 (Ordonnance),                                   | 21 août 1827 (Ordonnance),                                   |
| Colonne                                     | Chezabois                                                            | fusion                                                                                                   | 21 août 1827 (Ordonnance),                                   | 21 août 1827 (Ordonnance),                                   |
| Colonne                                     | Vaivre                                                               | fusion                                                                                                   | 21 août 1827 (Ordonnance),                                   | 21 août 1827 (Ordonnance),                                   |
| Aresches                                    | Aresches (commune rétablie en 1950)                                  | fusion                                                                                                   | 25 octobre 1826 (Ordonnance),                                | 25 octobre 1826 (Ordonnance),                                |
| Aresches                                    | Boisset (rattaché à Moutaine en 1950)                                | fusion                                                                                                   | 25 octobre 1826 (Ordonnance),                                | 25 octobre 1826 (Ordonnance),                                |
| Aresches                                    | Moutaine (commune rétablie en 1950)                                  | fusion                                                                                                   | 25 octobre 1826 (Ordonnance),                                | 25 octobre 1826 (Ordonnance),                                |
| Valfin-sur-Valouse                          | Valfin-sur-Valouse                                                   | fusion                                                                                                   | 2 août 1826 (Ordonnance)                                     | 2 août 1826 (Ordonnance)                                     |
| Valfin-sur-Valouse                          | Sésigna                                                              | fusion                                                                                                   | 2 août 1826 (Ordonnance)                                     | 2 août 1826 (Ordonnance)                                     |
| Longwy                                      | Longwy                                                               | fusion                                                                                                   | 19 juillet 1826 (Ordonnance),                                | 19 juillet 1826 (Ordonnance),                                |
| Longwy                                      | Hotelans                                                             | fusion                                                                                                   | 19 juillet 1826 (Ordonnance),                                | 19 juillet 1826 (Ordonnance),                                |
| Longwy                                      | Les Jausserots                                                       | fusion                                                                                                   | 19 juillet 1826 (Ordonnance),                                | 19 juillet 1826 (Ordonnance),                                |
| Longwy                                      | Les Moussières (canton de Chemin)                                    | fusion                                                                                                   | 19 juillet 1826 (Ordonnance),                                | 19 juillet 1826 (Ordonnance),                                |
| Chemin                                      | Chemin                                                               | fusion                                                                                                   | 1er mars 1826 (Ordonnance)                                   | 1er mars 1826 (Ordonnance)                                   |
| Chemin                                      | Beauchemin                                                           | fusion                                                                                                   | 1er mars 1826 (Ordonnance)                                   | 1er mars 1826 (Ordonnance)                                   |
| Mournans                                    | Mournans                                                             | fusion                                                                                                   | 1er mars 1826 (Ordonnance)                                   | 1er mars 1826 (Ordonnance)                                   |
| Mournans                                    | Charbonny                                                            | fusion                                                                                                   | 1er mars 1826 (Ordonnance)                                   | 1er mars 1826 (Ordonnance)                                   |
| Saint-Loup                                  | Saint-Loup                                                           | fusion                                                                                                   | 1er mars 1826 (Ordonnance)                                   | 1er mars 1826 (Ordonnance)                                   |
| Saint-Loup                                  | Villangrette                                                         | fusion                                                                                                   | 1er mars 1826 (Ordonnance)                                   | 1er mars 1826 (Ordonnance)                                   |
| La Chapelle                                 | La Chapelle                                                          | fusion                                                                                                   | 28 décembre 1825 (Ordonnance) ,                              | 28 décembre 1825 (Ordonnance) ,                              |
| La Chapelle                                 | Chilley                                                              | fusion                                                                                                   | 28 décembre 1825 (Ordonnance) ,                              | 28 décembre 1825 (Ordonnance) ,                              |
| La Chapelle                                 | Onay                                                                 | fusion                                                                                                   | 28 décembre 1825 (Ordonnance) ,                              | 28 décembre 1825 (Ordonnance) ,                              |
| Montholier                                  | Montholier                                                           | fusion                                                                                                   | 22 juin 1825 (Ordonnance)                                    | 22 juin 1825 (Ordonnance)                                    |
| Montholier                                  | Rabeur                                                               | fusion                                                                                                   | 22 juin 1825 (Ordonnance)                                    | 22 juin 1825 (Ordonnance)                                    |
| Montholier                                  | Ratier                                                               | fusion                                                                                                   | 22 juin 1825 (Ordonnance)                                    | 22 juin 1825 (Ordonnance)                                    |
| Rahon                                       | Rahon                                                                | fusion                                                                                                   | 8 juin 1825 (Ordonnance)                                     | 8 juin 1825 (Ordonnance)                                     |
| Rahon                                       | Le Gros-Saulçois                                                     | fusion                                                                                                   | 8 juin 1825 (Ordonnance)                                     | 8 juin 1825 (Ordonnance)                                     |
| Romain                                      | Romain                                                               | fusion                                                                                                   | 12 janvier 1825 (Ordonnance)                                 | 12 janvier 1825 (Ordonnance)                                 |
| Romain                                      | Vigearde                                                             | fusion                                                                                                   | 12 janvier 1825 (Ordonnance)                                 | 12 janvier 1825 (Ordonnance)                                 |
| Biarne                                      | Biarne                                                               | fusion                                                                                                   | 15 décembre 1824 (Ordonnance)                                | 15 décembre 1824 (Ordonnance)                                |
| Biarne                                      | Saint-Vivant                                                         | fusion                                                                                                   | 15 décembre 1824 (Ordonnance)                                | 15 décembre 1824 (Ordonnance)                                |
| Lavans-lès-Dole                             | Lavans-lès-Dole                                                      | fusion                                                                                                   | 20 octobre 1824 (Ordonnance)                                 | 20 octobre 1824 (Ordonnance)                                 |
| Lavans-lès-Dole                             | Lavangeot (commune rétablie en 1845)                                 | fusion                                                                                                   | 20 octobre 1824 (Ordonnance)                                 | 20 octobre 1824 (Ordonnance)                                 |
| Villers-Robert                              | Villers-Robert                                                       | fusion                                                                                                   | 20 octobre 1824 (Ordonnance)                                 | 20 octobre 1824 (Ordonnance)                                 |
| Villers-Robert                              | Séligney (commune rétablie en 1871)                                  | fusion                                                                                                   | 20 octobre 1824 (Ordonnance)                                 | 20 octobre 1824 (Ordonnance)                                 |
| Malange                                     | Malange                                                              | fusion                                                                                                   | 22 septembre 1824 (Ordonnance)                               | 22 septembre 1824 (Ordonnance)                               |
| Malange                                     | Abergement-lès-Malange                                               | fusion                                                                                                   | 22 septembre 1824 (Ordonnance)                               | 22 septembre 1824 (Ordonnance)                               |
| Neublans                                    | Neublans                                                             | fusion                                                                                                   | 22 septembre 1824 (Ordonnance)                               | 22 septembre 1824 (Ordonnance)                               |
| Neublans                                    | Les Grand-et-Petit-Meix                                              | fusion                                                                                                   | 22 septembre 1824 (Ordonnance)                               | 22 septembre 1824 (Ordonnance)                               |
| Vincent                                     | Vincent                                                              | fusion                                                                                                   | 22 septembre 1824 (Ordonnance)                               | 22 septembre 1824 (Ordonnance)                               |
| Vincent                                     | Machefin                                                             | fusion                                                                                                   | 22 septembre 1824 (Ordonnance)                               | 22 septembre 1824 (Ordonnance)                               |
| Les Petites-Chiettes                        | Les Petites-Chiettes                                                 | fusion                                                                                                   | 14 avril 1824 (Ordonnance)                                   | 14 avril 1824 (Ordonnance)                                   |
| Les Petites-Chiettes                        | Bouzailles                                                           | fusion                                                                                                   | 14 avril 1824 (Ordonnance)                                   | 14 avril 1824 (Ordonnance)                                   |
| Jeurre                                      | Jeurre                                                               | fusion                                                                                                   | 12 novembre 1823 (Ordonnance)                                | 12 novembre 1823 (Ordonnance)                                |
| Jeurre                                      | Epercy (rattaché à Lavancia en 1950)                                 | fusion                                                                                                   | 12 novembre 1823 (Ordonnance)                                | 12 novembre 1823 (Ordonnance)                                |
| Prémanon                                    | Prémanon                                                             | fusion                                                                                                   | 11 novembre 1823 (Ordonnance)                                | 11 novembre 1823 (Ordonnance)                                |
| Prémanon                                    | La Darbella                                                          | fusion                                                                                                   | 11 novembre 1823 (Ordonnance)                                | 11 novembre 1823 (Ordonnance)                                |
| Sirod                                       | Sirod                                                                | fusion                                                                                                   | 28 octobre 1823 (Ordonnance)                                 | 28 octobre 1823 (Ordonnance)                                 |
| Sirod                                       | Lent (commune rétablie en 1842)                                      | fusion                                                                                                   | 28 octobre 1823 (Ordonnance)                                 | 28 octobre 1823 (Ordonnance)                                 |
| Champagney                                  | Champagney                                                           | fusion                                                                                                   | 22 octobre 1823 (Ordonnance),                                | 22 octobre 1823 (Ordonnance),                                |
| Champagney                                  | Nilieu                                                               | fusion                                                                                                   | 22 octobre 1823 (Ordonnance),                                | 22 octobre 1823 (Ordonnance),                                |
| Champagney                                  | La Tuilerie                                                          | fusion                                                                                                   | 22 octobre 1823 (Ordonnance),                                | 22 octobre 1823 (Ordonnance),                                |
| Dammartin                                   | Dammartin                                                            | fusion                                                                                                   | 22 octobre 1823 (Ordonnance)                                 | 22 octobre 1823 (Ordonnance)                                 |
| Dammartin                                   | Champagnolot                                                         | fusion                                                                                                   | 22 octobre 1823 (Ordonnance)                                 | 22 octobre 1823 (Ordonnance)                                 |
| Mutigney                                    | Mutigney                                                             | fusion                                                                                                   | 22 octobre 1823 (Ordonnance)                                 | 22 octobre 1823 (Ordonnance)                                 |
| Mutigney                                    | Chassey                                                              | fusion                                                                                                   | 22 octobre 1823 (Ordonnance)                                 | 22 octobre 1823 (Ordonnance)                                 |
| Marpain                                     | Marpain                                                              | fusion                                                                                                   | 20 octobre 1823 (Ordonnance)                                 | 20 octobre 1823 (Ordonnance)                                 |
| Marpain                                     | Montrambert                                                          | fusion                                                                                                   | 20 octobre 1823 (Ordonnance)                                 | 20 octobre 1823 (Ordonnance)                                 |
| Gigny                                       | Gigny                                                                | fusion                                                                                                   | 30 juillet 1823 (Ordonnance)                                 | 30 juillet 1823 (Ordonnance)                                 |
| Gigny                                       | Croupet                                                              | fusion                                                                                                   | 30 juillet 1823 (Ordonnance)                                 | 30 juillet 1823 (Ordonnance)                                 |
| Légna                                       | Légna                                                                | fusion                                                                                                   | 23 avril 1823 (Ordonnance) 12 novembre 1823 (Ordonnance)     | 23 avril 1823 (Ordonnance) 12 novembre 1823 (Ordonnance)     |
| Légna                                       | Agea                                                                 | fusion                                                                                                   | 23 avril 1823 (Ordonnance) 12 novembre 1823 (Ordonnance)     | 23 avril 1823 (Ordonnance) 12 novembre 1823 (Ordonnance)     |
| Légna                                       | Montadroit                                                           | fusion                                                                                                   | 23 avril 1823 (Ordonnance) 12 novembre 1823 (Ordonnance)     | 23 avril 1823 (Ordonnance) 12 novembre 1823 (Ordonnance)     |
| Dramelay                                    | Dramelay                                                             | fusion                                                                                                   | 19 mars 1823 (Ordonnance)                                    | 19 mars 1823 (Ordonnance)                                    |
| Dramelay                                    | Le Mont                                                              | fusion                                                                                                   | 19 mars 1823 (Ordonnance)                                    | 19 mars 1823 (Ordonnance)                                    |
| Macornay                                    | Macornay                                                             | fusion                                                                                                   | 19 mars 1823 (Ordonnance)                                    | 19 mars 1823 (Ordonnance)                                    |
| Macornay                                    | Vaux-sous-Bornay                                                     | fusion                                                                                                   | 19 mars 1823 (Ordonnance)                                    | 19 mars 1823 (Ordonnance)                                    |
| Rosay                                       | Rosay                                                                | fusion                                                                                                   | 19 mars 1823 (Ordonnance)                                    | 19 mars 1823 (Ordonnance)                                    |
| Rosay                                       | Abergement-lès-Rosay                                                 | fusion                                                                                                   | 19 mars 1823 (Ordonnance)                                    | 19 mars 1823 (Ordonnance)                                    |
| Rosay                                       | Graveleuse                                                           | fusion                                                                                                   | 19 mars 1823 (Ordonnance)                                    | 19 mars 1823 (Ordonnance)                                    |
| Saugeot                                     | Saugeot                                                              | fusion                                                                                                   | 20 février 1823 (Ordonnance)                                 | 20 février 1823 (Ordonnance)                                 |
| Saugeot                                     | Le Puits                                                             | fusion                                                                                                   | 20 février 1823 (Ordonnance)                                 | 20 février 1823 (Ordonnance)                                 |
| Courlaoux                                   | Courlaoux                                                            | fusion                                                                                                   | 5 février 1823 (Ordonnance)                                  | 5 février 1823 (Ordonnance)                                  |
| Courlaoux                                   | Nilly                                                                | fusion                                                                                                   | 5 février 1823 (Ordonnance)                                  | 5 février 1823 (Ordonnance)                                  |
| Vosbles                                     | Vosbles                                                              | fusion                                                                                                   | 5 février 1823 (Ordonnance),                                 | 5 février 1823 (Ordonnance),                                 |
| Vosbles                                     | Chavagna                                                             | fusion                                                                                                   | 5 février 1823 (Ordonnance),                                 | 5 février 1823 (Ordonnance),                                 |
| Vosbles                                     | Montgefond                                                           | fusion                                                                                                   | 5 février 1823 (Ordonnance),                                 | 5 février 1823 (Ordonnance),                                 |
| Aromas                                      | Aromas                                                               | fusion                                                                                                   | 29 janvier 1823 (Ordonnance)                                 | 29 janvier 1823 (Ordonnance)                                 |
| Aromas                                      | Burigna                                                              | fusion                                                                                                   | 29 janvier 1823 (Ordonnance)                                 | 29 janvier 1823 (Ordonnance)                                 |
| Aromas                                      | L'Hôpital                                                            | fusion                                                                                                   | 29 janvier 1823 (Ordonnance)                                 | 29 janvier 1823 (Ordonnance)                                 |
| Saint-Lupicin                               | Saint-Lupicin                                                        | fusion                                                                                                   | 6 décembre 1822 (Ordonnance)                                 | 6 décembre 1822 (Ordonnance)                                 |
| Saint-Lupicin                               | Le Patay                                                             | fusion                                                                                                   | 6 décembre 1822 (Ordonnance)                                 | 6 décembre 1822 (Ordonnance)                                 |
| Trenal                                      | Trenal                                                               | fusion                                                                                                   | 27 novembre 1822 (Ordonnance)                                | 27 novembre 1822 (Ordonnance)                                |
| Trenal                                      | Beyne                                                                | fusion                                                                                                   | 27 novembre 1822 (Ordonnance)                                | 27 novembre 1822 (Ordonnance)                                |
| Chambéria                                   | Chambéria                                                            | fusion                                                                                                   | 28 octobre 1822 (Ordonnance),                                | 28 octobre 1822 (Ordonnance),                                |
| Chambéria                                   | Marzenay                                                             | fusion                                                                                                   | 28 octobre 1822 (Ordonnance),                                | 28 octobre 1822 (Ordonnance),                                |
| Chambéria                                   | Messia-lès-Chambéria                                                 | fusion                                                                                                   | 28 octobre 1822 (Ordonnance),                                | 28 octobre 1822 (Ordonnance),                                |
| Chambéria                                   | Sancia                                                               | fusion                                                                                                   | 28 octobre 1822 (Ordonnance),                                | 28 octobre 1822 (Ordonnance),                                |
| Vercia                                      | Vercia                                                               | fusion                                                                                                   | 27 septembre 1822 (Ordonnance)                               | 27 septembre 1822 (Ordonnance)                               |
| Vercia                                      | Paisia                                                               | fusion                                                                                                   | 27 septembre 1822 (Ordonnance)                               | 27 septembre 1822 (Ordonnance)                               |
| Chilly-le-Vignoble                          | Chilly-le-Vignoble                                                   | fusion                                                                                                   | 25 septembre 1822 (Ordonnance)                               | 25 septembre 1822 (Ordonnance)                               |
| Chilly-le-Vignoble                          | Frébuans (commune rétablie en 1839)                                  | fusion                                                                                                   | 25 septembre 1822 (Ordonnance)                               | 25 septembre 1822 (Ordonnance)                               |
| Cuisia                                      | Cuisia                                                               | fusion                                                                                                   | 25 septembre 1822 (Ordonnance)                               | 25 septembre 1822 (Ordonnance)                               |
| Cuisia                                      | La Biolée                                                            | fusion                                                                                                   | 25 septembre 1822 (Ordonnance)                               | 25 septembre 1822 (Ordonnance)                               |
| Jeurre                                      | Jeurre                                                               | fusion                                                                                                   | 25 septembre 1822 (Ordonnance)                               | 25 septembre 1822 (Ordonnance)                               |
| Jeurre                                      | Douvres                                                              | fusion                                                                                                   | 25 septembre 1822 (Ordonnance)                               | 25 septembre 1822 (Ordonnance)                               |
| Montcusel                                   | Montcusel                                                            | fusion                                                                                                   | 25 septembre 1822 (Ordonnance)                               | 25 septembre 1822 (Ordonnance)                               |
| Montcusel                                   | Grand-Serve                                                          | fusion                                                                                                   | 25 septembre 1822 (Ordonnance)                               | 25 septembre 1822 (Ordonnance)                               |
| Montcusel                                   | Nezen                                                                | fusion                                                                                                   | 25 septembre 1822 (Ordonnance)                               | 25 septembre 1822 (Ordonnance)                               |
| Chassal                                     | Chassal                                                              | fusion                                                                                                   | 11 septembre 1822 (Ordonnance)                               | 11 septembre 1822 (Ordonnance)                               |
| Chassal                                     | Marigna-lès-Molinges                                                 | fusion                                                                                                   | 11 septembre 1822 (Ordonnance)                               | 11 septembre 1822 (Ordonnance)                               |
| Chavéria                                    | Chavéria                                                             | fusion                                                                                                   | 11 septembre 1822 (Ordonnance)                               | 11 septembre 1822 (Ordonnance)                               |
| Chavéria                                    | Chatagna                                                             | fusion                                                                                                   | 11 septembre 1822 (Ordonnance)                               | 11 septembre 1822 (Ordonnance)                               |
| Cornod                                      | Cornod                                                               | fusion                                                                                                   | 11 septembre 1822 (Ordonnance)                               | 11 septembre 1822 (Ordonnance)                               |
| Cornod                                      | Villette-lès-Cornod                                                  | fusion                                                                                                   | 11 septembre 1822 (Ordonnance)                               | 11 septembre 1822 (Ordonnance)                               |
| Lect                                        | Lect                                                                 | fusion                                                                                                   | 11 septembre 1822 (Ordonnance)                               | 11 septembre 1822 (Ordonnance)                               |
| Lect                                        | Vouglans                                                             | fusion                                                                                                   | 11 septembre 1822 (Ordonnance)                               | 11 septembre 1822 (Ordonnance)                               |
| Maisod                                      | Maisod                                                               | fusion                                                                                                   | 11 septembre 1822 (Ordonnance)                               | 11 septembre 1822 (Ordonnance)                               |
| Maisod                                      | Brilla                                                               | fusion                                                                                                   | 11 septembre 1822 (Ordonnance)                               | 11 septembre 1822 (Ordonnance)                               |
| Onoz                                        | Onoz                                                                 | fusion                                                                                                   | 11 septembre 1822 (Ordonnance)                               | 11 septembre 1822 (Ordonnance)                               |
| Onoz                                        | Chavia                                                               | fusion                                                                                                   | 11 septembre 1822 (Ordonnance)                               | 11 septembre 1822 (Ordonnance)                               |
| Plaisia                                     | Plaisia                                                              | fusion                                                                                                   | 11 septembre 1822 (Ordonnance)                               | 11 septembre 1822 (Ordonnance)                               |
| Plaisia                                     | Écrille (commune rétablie en 1840)                                   | fusion                                                                                                   | 11 septembre 1822 (Ordonnance)                               | 11 septembre 1822 (Ordonnance)                               |
| Pratz                                       | Pratz                                                                | fusion                                                                                                   | 11 septembre 1822 (Ordonnance)                               | 11 septembre 1822 (Ordonnance)                               |
| Pratz                                       | Petit-Châtel (ou Châtel-Grenet)                                      | fusion                                                                                                   | 11 septembre 1822 (Ordonnance)                               | 11 septembre 1822 (Ordonnance)                               |
| Pratz                                       | Saint-Romain-de-Roche                                                | fusion                                                                                                   | 11 septembre 1822 (Ordonnance)                               | 11 septembre 1822 (Ordonnance)                               |
| Présilly                                    | Présilly                                                             | fusion                                                                                                   | 11 septembre 1822 (Ordonnance)                               | 11 septembre 1822 (Ordonnance)                               |
| Présilly                                    | Senay-et-Saint-Georges                                               | fusion                                                                                                   | 11 septembre 1822 (Ordonnance)                               | 11 septembre 1822 (Ordonnance)                               |
| Rothonay                                    | Rothonay                                                             | fusion                                                                                                   | 11 septembre 1822 (Ordonnance)                               | 11 septembre 1822 (Ordonnance)                               |
| Rothonay                                    | Asnières                                                             | fusion                                                                                                   | 11 septembre 1822 (Ordonnance)                               | 11 septembre 1822 (Ordonnance)                               |
| Rothonay                                    | Échailla                                                             | fusion                                                                                                   | 11 septembre 1822 (Ordonnance)                               | 11 septembre 1822 (Ordonnance)                               |
| Rothonay                                    | Montséria                                                            | fusion                                                                                                   | 11 septembre 1822 (Ordonnance)                               | 11 septembre 1822 (Ordonnance)                               |
| Saint-Maurice                               | Saint-Maurice                                                        | fusion                                                                                                   | 11 septembre 1822 (Ordonnance)                               | 11 septembre 1822 (Ordonnance)                               |
| Saint-Maurice                               | Trêtu                                                                | fusion                                                                                                   | 11 septembre 1822 (Ordonnance)                               | 11 septembre 1822 (Ordonnance)                               |
| Sarrogna                                    | Sarrogna-le-Bas                                                      | fusion                                                                                                   | 11 septembre 1822 (Ordonnance)                               | 11 septembre 1822 (Ordonnance)                               |
| Sarrogna                                    | Villeneuve-et-Sarrogna-le-Haut                                       | fusion                                                                                                   | 11 septembre 1822 (Ordonnance)                               | 11 septembre 1822 (Ordonnance)                               |
| Sarrogna                                    | La Villette                                                          | fusion                                                                                                   | 11 septembre 1822 (Ordonnance)                               | 11 septembre 1822 (Ordonnance)                               |
| Thoirette                                   | Thoirette                                                            | fusion                                                                                                   | 11 septembre 1822 (Ordonnance)                               | 11 septembre 1822 (Ordonnance)                               |
| Thoirette                                   | Chaléa                                                               | fusion                                                                                                   | 11 septembre 1822 (Ordonnance)                               | 11 septembre 1822 (Ordonnance)                               |
| Vescles                                     | Vescles                                                              | fusion                                                                                                   | 11 septembre 1822 (Ordonnance),                              | 11 septembre 1822 (Ordonnance),                              |
| Vescles                                     | Boutavant                                                            | fusion                                                                                                   | 11 septembre 1822 (Ordonnance),                              | 11 septembre 1822 (Ordonnance),                              |
| Vescles                                     | Chenilla                                                             | fusion                                                                                                   | 11 septembre 1822 (Ordonnance),                              | 11 septembre 1822 (Ordonnance),                              |
| Vescles                                     | Rupt                                                                 | fusion                                                                                                   | 11 septembre 1822 (Ordonnance),                              | 11 septembre 1822 (Ordonnance),                              |
| Le Bourget                                  | Le Bourget                                                           | fusion                                                                                                   | 4 septembre 1822 (Ordonnance)                                | 4 septembre 1822 (Ordonnance)                                |
| Le Bourget                                  | Bellecin                                                             | fusion                                                                                                   | 4 septembre 1822 (Ordonnance)                                | 4 septembre 1822 (Ordonnance)                                |
| Charézier                                   | Charézier                                                            | fusion                                                                                                   | 4 septembre 1822 (Ordonnance)                                | 4 septembre 1822 (Ordonnance)                                |
| Charézier                                   | Lieffenans                                                           | fusion                                                                                                   | 4 septembre 1822 (Ordonnance)                                | 4 septembre 1822 (Ordonnance)                                |
| Lavancia                                    | Lavancia                                                             | fusion                                                                                                   | 4 septembre 1822 (Ordonnance)                                | 4 septembre 1822 (Ordonnance)                                |
| Lavancia                                    | Rhien                                                                | fusion                                                                                                   | 4 septembre 1822 (Ordonnance)                                | 4 septembre 1822 (Ordonnance)                                |
| La Tour-du-Meix                             | La Tour-du-Meix                                                      | fusion                                                                                                   | 4 septembre 1822 (Ordonnance)                                | 4 septembre 1822 (Ordonnance)                                |
| La Tour-du-Meix                             | Saint-Christophe                                                     | fusion                                                                                                   | 4 septembre 1822 (Ordonnance)                                | 4 septembre 1822 (Ordonnance)                                |
| Vaux-lès-Molinges                           | Vaux-lès-Molinges                                                    | fusion                                                                                                   | 4 septembre 1822 (Ordonnance)                                | 4 septembre 1822 (Ordonnance)                                |
| Vaux-lès-Molinges                           | Chiria                                                               | fusion                                                                                                   | 4 septembre 1822 (Ordonnance)                                | 4 septembre 1822 (Ordonnance)                                |
| Arinthod                                    | Arinthod                                                             | fusion                                                                                                   | 28 août 1822 (Ordonnance)                                    | 28 août 1822 (Ordonnance)                                    |
| Arinthod                                    | Vogna                                                                | fusion                                                                                                   | 28 août 1822 (Ordonnance)                                    | 28 août 1822 (Ordonnance)                                    |
| Charcier                                    | Charcier                                                             | fusion                                                                                                   | 14 août 1822 (Ordonnance),                                   | 14 août 1822 (Ordonnance),                                   |
| Charcier                                    | La Charne                                                            | fusion                                                                                                   | 14 août 1822 (Ordonnance),                                   | 14 août 1822 (Ordonnance),                                   |
| Charcier                                    | Pellier                                                              | fusion                                                                                                   | 14 août 1822 (Ordonnance),                                   | 14 août 1822 (Ordonnance),                                   |
| Étival                                      | Étival                                                               | fusion                                                                                                   | 14 août 1822 (Ordonnance)                                    | 14 août 1822 (Ordonnance)                                    |
| Étival                                      | Ronchaux                                                             | fusion                                                                                                   | 14 août 1822 (Ordonnance)                                    | 14 août 1822 (Ordonnance)                                    |
| Lavans-sur-Valouse                          | Lavans-sur-Valouse                                                   | fusion                                                                                                   | 14 août 1822 (Ordonnance)                                    | 14 août 1822 (Ordonnance)                                    |
| Lavans-sur-Valouse                          | Anchay                                                               | fusion                                                                                                   | 14 août 1822 (Ordonnance)                                    | 14 août 1822 (Ordonnance)                                    |
| Lavans-sur-Valouse                          | Faverges-lès-Saint-Hymetière                                         | fusion                                                                                                   | 14 août 1822 (Ordonnance)                                    | 14 août 1822 (Ordonnance)                                    |
| Lavans-sur-Valouse                          | Montcoux                                                             | fusion                                                                                                   | 14 août 1822 (Ordonnance)                                    | 14 août 1822 (Ordonnance)                                    |
| Savigna                                     | Savigna                                                              | fusion                                                                                                   | 14 août 1822 (Ordonnance)                                    | 14 août 1822 (Ordonnance)                                    |
| Savigna                                     | Gevria                                                               | fusion                                                                                                   | 14 août 1822 (Ordonnance)                                    | 14 août 1822 (Ordonnance)                                    |
| Savigna                                     | Ugna                                                                 | fusion                                                                                                   | 14 août 1822 (Ordonnance)                                    | 14 août 1822 (Ordonnance)                                    |
| Villards-d'Héria                            | Grand-Villard                                                        | fusion                                                                                                   | 14 août 1822 (Ordonnance)                                    | 14 août 1822 (Ordonnance)                                    |
| Villards-d'Héria                            | Petit-Villard (canton de Moirans)                                    | fusion                                                                                                   | 14 août 1822 (Ordonnance)                                    | 14 août 1822 (Ordonnance)                                    |
| Cernon                                      | Cernon                                                               | fusion                                                                                                   | 7 août 1822 (Ordonnance)                                     | 7 août 1822 (Ordonnance)                                     |
| Cernon                                      | Menouille                                                            | fusion                                                                                                   | 7 août 1822 (Ordonnance)                                     | 7 août 1822 (Ordonnance)                                     |
| Crenans                                     | Crenans                                                              | fusion                                                                                                   | 7 août 1822 (Ordonnance)                                     | 7 août 1822 (Ordonnance)                                     |
| Crenans                                     | Coulouvre                                                            | fusion                                                                                                   | 7 août 1822 (Ordonnance)                                     | 7 août 1822 (Ordonnance)                                     |
| Martigna                                    | Martigna                                                             | fusion                                                                                                   | 7 août 1822 (Ordonnance)                                     | 7 août 1822 (Ordonnance)                                     |
| Martigna                                    | Chanon                                                               | fusion                                                                                                   | 7 août 1822 (Ordonnance)                                     | 7 août 1822 (Ordonnance)                                     |
| Valfin-sur-Valouse                          | Valfin-sur-Valouse                                                   | fusion                                                                                                   | 7 août 1822 (Ordonnance)                                     | 7 août 1822 (Ordonnance)                                     |
| Valfin-sur-Valouse                          | Soussonnes                                                           | fusion                                                                                                   | 7 août 1822 (Ordonnance)                                     | 7 août 1822 (Ordonnance)                                     |
| Villard-Saint-Sauveur                       | Villard-Saint-Sauveur                                                | fusion                                                                                                   | 7 août 1822 (Ordonnance),                                    | 7 août 1822 (Ordonnance),                                    |
| Villard-Saint-Sauveur                       | Lessard                                                              | fusion                                                                                                   | 7 août 1822 (Ordonnance),                                    | 7 août 1822 (Ordonnance),                                    |
| Villard-Saint-Sauveur                       | Maret-Maréchet                                                       | fusion                                                                                                   | 7 août 1822 (Ordonnance),                                    | 7 août 1822 (Ordonnance),                                    |
| Villard-Saint-Sauveur                       | La Pérouse (canton de Saint-Claude)                                  | fusion                                                                                                   | 7 août 1822 (Ordonnance),                                    | 7 août 1822 (Ordonnance),                                    |
| Villard-Saint-Sauveur                       | Pré-Martinet                                                         | fusion                                                                                                   | 7 août 1822 (Ordonnance),                                    | 7 août 1822 (Ordonnance),                                    |
| Loisia                                      | Loisia                                                               | fusion                                                                                                   | 26 juin 1822 (Ordonnance)                                    | 26 juin 1822 (Ordonnance)                                    |
| Loisia                                      | Champagne-lès-Loisia                                                 | fusion                                                                                                   | 26 juin 1822 (Ordonnance)                                    | 26 juin 1822 (Ordonnance)                                    |
| Saint-Jean-d'Étreux                         | Saint-Jean-d'Étreux                                                  | fusion                                                                                                   | 26 juin 1822 (Ordonnance)                                    | 26 juin 1822 (Ordonnance)                                    |
| Saint-Jean-d'Étreux                         | Cessia                                                               | fusion                                                                                                   | 26 juin 1822 (Ordonnance)                                    | 26 juin 1822 (Ordonnance)                                    |
| Saint-Lamain                                | Saint-Lamain                                                         | fusion                                                                                                   | 27 mars 1822 (Ordonnance)                                    | 27 mars 1822 (Ordonnance)                                    |
| Saint-Lamain                                | Montchauvier                                                         | fusion                                                                                                   | 27 mars 1822 (Ordonnance)                                    | 27 mars 1822 (Ordonnance)                                    |
| Bissia                                      | Bissia                                                               | fusion                                                                                                   | 20 février 1822 (Ordonnance),                                | 20 février 1822 (Ordonnance),                                |
| Bissia                                      | Boissia                                                              | fusion                                                                                                   | 20 février 1822 (Ordonnance),                                | 20 février 1822 (Ordonnance),                                |
| Bissia                                      | Piételle                                                             | fusion                                                                                                   | 20 février 1822 (Ordonnance),                                | 20 février 1822 (Ordonnance),                                |
| Pannessières                                | Pannessières                                                         | fusion                                                                                                   | 31 janvier 1822 (Ordonnance)                                 | 31 janvier 1822 (Ordonnance)                                 |
| Pannessières                                | La Lième                                                             | fusion                                                                                                   | 31 janvier 1822 (Ordonnance)                                 | 31 janvier 1822 (Ordonnance)                                 |
| Vers-sous-Sellières                         | Vers-sous-Sellières                                                  | fusion                                                                                                   | 31 janvier 1822 (Ordonnance),                                | 31 janvier 1822 (Ordonnance),                                |
| Vers-sous-Sellières                         | Chavannes                                                            | fusion                                                                                                   | 31 janvier 1822 (Ordonnance),                                | 31 janvier 1822 (Ordonnance),                                |
| Vers-sous-Sellières                         | La Ronce                                                             | fusion                                                                                                   | 31 janvier 1822 (Ordonnance),                                | 31 janvier 1822 (Ordonnance),                                |
| Bourcia                                     | Bourcia                                                              | fusion                                                                                                   | 30 janvier 1822 (Ordonnance),                                | 30 janvier 1822 (Ordonnance),                                |
| Bourcia                                     | Civria                                                               | fusion                                                                                                   | 30 janvier 1822 (Ordonnance),                                | 30 janvier 1822 (Ordonnance),                                |
| Bourcia                                     | Dancia                                                               | fusion                                                                                                   | 30 janvier 1822 (Ordonnance),                                | 30 janvier 1822 (Ordonnance),                                |
| Mantry                                      | Mantry                                                               | fusion                                                                                                   | 23 janvier 1822 (Ordonnance),                                | 23 janvier 1822 (Ordonnance),                                |
| Mantry                                      | Chaplembert                                                          | fusion                                                                                                   | 23 janvier 1822 (Ordonnance),                                | 23 janvier 1822 (Ordonnance),                                |
| Mantry                                      | Mauffans                                                             | fusion                                                                                                   | 23 janvier 1822 (Ordonnance),                                | 23 janvier 1822 (Ordonnance),                                |
| Mantry                                      | Montchauvrot                                                         | fusion                                                                                                   | 23 janvier 1822 (Ordonnance),                                | 23 janvier 1822 (Ordonnance),                                |
| Soucia                                      | Soucia                                                               | fusion                                                                                                   | 23 janvier 1822 (Ordonnance)                                 | 23 janvier 1822 (Ordonnance)                                 |
| Soucia                                      | Champsigna                                                           | fusion                                                                                                   | 23 janvier 1822 (Ordonnance)                                 | 23 janvier 1822 (Ordonnance)                                 |
| Publy                                       | Publy                                                                | fusion                                                                                                   | 3 janvier 1822 (Ordonnance)                                  | 3 janvier 1822 (Ordonnance)                                  |
| Publy                                       | Binans                                                               | fusion                                                                                                   | 3 janvier 1822 (Ordonnance)                                  | 3 janvier 1822 (Ordonnance)                                  |
| Barésia                                     | Barésia                                                              | fusion                                                                                                   | 26 décembre 1821 (Ordonnance)                                | 26 décembre 1821 (Ordonnance)                                |
| Barésia                                     | Auge                                                                 | fusion                                                                                                   | 26 décembre 1821 (Ordonnance)                                | 26 décembre 1821 (Ordonnance)                                |
| Villette-lès-Saint-Amour                    | Villette-lès-Saint-Amour                                             | fusion                                                                                                   | 26 décembre 1821 (Ordonnance)                                | 26 décembre 1821 (Ordonnance)                                |
| Villette-lès-Saint-Amour                    | L'Aubépin                                                            | fusion                                                                                                   | 26 décembre 1821 (Ordonnance)                                | 26 décembre 1821 (Ordonnance)                                |
| Barretaine                                  | Barretaine                                                           | fusion                                                                                                   | 12 décembre 1821 (Ordonnance)                                | 12 décembre 1821 (Ordonnance)                                |
| Barretaine                                  | Champvaux                                                            | fusion                                                                                                   | 12 décembre 1821 (Ordonnance)                                | 12 décembre 1821 (Ordonnance)                                |
| Menétrux-en-Joux                            | Menétrux-en-Joux                                                     | fusion                                                                                                   | 12 décembre 1821 (Ordonnance)                                | 12 décembre 1821 (Ordonnance)                                |
| Menétrux-en-Joux                            | Vaux-de-Chambly                                                      | fusion                                                                                                   | 12 décembre 1821 (Ordonnance)                                | 12 décembre 1821 (Ordonnance)                                |
| Véria                                       | Véria                                                                | fusion                                                                                                   | 12 décembre 1821 (Ordonnance)                                | 12 décembre 1821 (Ordonnance)                                |
| Véria                                       | Granges-de-Nom                                                       | fusion                                                                                                   | 12 décembre 1821 (Ordonnance)                                | 12 décembre 1821 (Ordonnance)                                |
| Cosges                                      | Cosges                                                               | fusion                                                                                                   | 5 décembre 1821 (Ordonnance)                                 | 5 décembre 1821 (Ordonnance)                                 |
| Cosges                                      | Sottesard                                                            | fusion                                                                                                   | 5 décembre 1821 (Ordonnance)                                 | 5 décembre 1821 (Ordonnance)                                 |
| Domblans                                    | Domblans                                                             | fusion                                                                                                   | 26 octobre 1821 (Ordonnance),                                | 26 octobre 1821 (Ordonnance),                                |
| Domblans                                    | Blandans                                                             | fusion                                                                                                   | 26 octobre 1821 (Ordonnance),                                | 26 octobre 1821 (Ordonnance),                                |
| Domblans                                    | La Muire                                                             | fusion                                                                                                   | 26 octobre 1821 (Ordonnance),                                | 26 octobre 1821 (Ordonnance),                                |
| Gigny                                       | Gigny                                                                | fusion                                                                                                   | 3 octobre 1821 (Ordonnance)                                  | 3 octobre 1821 (Ordonnance)                                  |
| Gigny                                       | Le Villard                                                           | fusion                                                                                                   | 3 octobre 1821 (Ordonnance)                                  | 3 octobre 1821 (Ordonnance)                                  |
| Louvenne                                    | Louvenne                                                             | fusion                                                                                                   | 3 octobre 1821 (Ordonnance)                                  | 3 octobre 1821 (Ordonnance)                                  |
| Louvenne                                    | La Pérouse (canton de Saint-Julien)                                  | fusion                                                                                                   | 3 octobre 1821 (Ordonnance)                                  | 3 octobre 1821 (Ordonnance)                                  |
| Montrevel                                   | Montrevel                                                            | fusion                                                                                                   | 3 octobre 1821 (Ordonnance)                                  | 3 octobre 1821 (Ordonnance)                                  |
| Montrevel                                   | Morges                                                               | fusion                                                                                                   | 3 octobre 1821 (Ordonnance)                                  | 3 octobre 1821 (Ordonnance)                                  |
| Villechantria                               | Villechantria                                                        | fusion                                                                                                   | 12 septembre 1821 (Ordonnance)                               | 12 septembre 1821 (Ordonnance)                               |
| Villechantria                               | Liconnas                                                             | fusion                                                                                                   | 12 septembre 1821 (Ordonnance)                               | 12 septembre 1821 (Ordonnance)                               |
| Épy                                         | Épy                                                                  | fusion                                                                                                   | 11 avril 1821 (Ordonnance)                                   | 11 avril 1821 (Ordonnance)                                   |
| Épy                                         | Tarcia                                                               | fusion                                                                                                   | 11 avril 1821 (Ordonnance)                                   | 11 avril 1821 (Ordonnance)                                   |
| Lains                                       | Lains                                                                | fusion                                                                                                   | 8 mars 1821 (Ordonnance)                                     | 8 mars 1821 (Ordonnance)                                     |
| Lains                                       | Lancette                                                             | fusion                                                                                                   | 8 mars 1821 (Ordonnance)                                     | 8 mars 1821 (Ordonnance)                                     |
| Villeneuve-lès-Charnod                      | Villeneuve-lès-Charnod                                               | fusion                                                                                                   | 8 mars 1821 (Ordonnance)                                     | 8 mars 1821 (Ordonnance)                                     |
| Villeneuve-lès-Charnod                      | Faverges-lès-Charnod                                                 | fusion                                                                                                   | 8 mars 1821 (Ordonnance)                                     | 8 mars 1821 (Ordonnance)                                     |
| Dessia                                      | Dessia                                                               | fusion                                                                                                   | 26 janvier 1821 (Ordonnance)                                 | 26 janvier 1821 (Ordonnance)                                 |
| Dessia                                      | Granges-de-Dessia                                                    | fusion                                                                                                   | 26 janvier 1821 (Ordonnance)                                 | 26 janvier 1821 (Ordonnance)                                 |
| Baume                                       | Baume                                                                | fusion                                                                                                   | 11 août 1819 (Ordonnance)                                    | 11 août 1819 (Ordonnance)                                    |
| Baume                                       | Sermus                                                               | fusion                                                                                                   | 11 août 1819 (Ordonnance)                                    | 11 août 1819 (Ordonnance)                                    |
| Beaufort                                    | Beaufort                                                             | fusion                                                                                                   | 11 août 1819 (Ordonnance)                                    | 11 août 1819 (Ordonnance)                                    |
| Beaufort                                    | Rambey                                                               | fusion                                                                                                   | 11 août 1819 (Ordonnance)                                    | 11 août 1819 (Ordonnance)                                    |
| Le Frasnois                                 | Le Frasnois                                                          | fusion                                                                                                   | 18 décembre 1815 (Ordonnance)                                | 18 décembre 1815 (Ordonnance)                                |
| Le Frasnois                                 | La Fromagerie                                                        | fusion                                                                                                   | 18 décembre 1815 (Ordonnance)                                | 18 décembre 1815 (Ordonnance)                                |
| Poitte                                      | Poitte                                                               | fusion                                                                                                   | 28 septembre 1815 (Ordonnance)                               | 28 septembre 1815 (Ordonnance)                               |
| Poitte                                      | Blaisnay, également écrit Blesney                                    | fusion                                                                                                   | 28 septembre 1815 (Ordonnance)                               | 28 septembre 1815 (Ordonnance)                               |
| Mesnois                                     | Mesnois                                                              | fusion                                                                                                   | 28 septembre 1815 (Ordonnance)                               | 28 septembre 1815 (Ordonnance)                               |
| Mesnois                                     | Buron                                                                | fusion                                                                                                   | 28 septembre 1815 (Ordonnance)                               | 28 septembre 1815 (Ordonnance)                               |
| Mesnois                                     | Thuron                                                               | fusion                                                                                                   | 28 septembre 1815 (Ordonnance)                               | 28 septembre 1815 (Ordonnance)                               |
| Doucier                                     | Doucier                                                              | fusion                                                                                                   | 10 juin 1815 (Ordonnance) 30 octobre 1815 (Ordonnance)       | 10 juin 1815 (Ordonnance) 30 octobre 1815 (Ordonnance)       |
| Doucier                                     | Chambly                                                              | fusion                                                                                                   | 10 juin 1815 (Ordonnance) 30 octobre 1815 (Ordonnance)       | 10 juin 1815 (Ordonnance) 30 octobre 1815 (Ordonnance)       |
| Doucier                                     | Collondon                                                            | fusion                                                                                                   | 10 juin 1815 (Ordonnance) 30 octobre 1815 (Ordonnance)       | 10 juin 1815 (Ordonnance) 30 octobre 1815 (Ordonnance)       |
| Nogna-Poids-de-Fiole                        | Nogna (commune rétablie en 1839)                                     | fusion                                                                                                   | 26 mars 1815 (Ordonnance)                                    | 26 mars 1815 (Ordonnance)                                    |
| Nogna-Poids-de-Fiole                        | Poids-de-Fiole (commune rétablie en 1839)                            | fusion                                                                                                   | 26 mars 1815 (Ordonnance)                                    | 26 mars 1815 (Ordonnance)                                    |
| Censeau                                     | Censeau                                                              | fusion                                                                                                   | 3 décembre 1813 (Ordonnance)                                 | 3 décembre 1813 (Ordonnance)                                 |
| Censeau                                     | Les Grangettes                                                       | fusion                                                                                                   | 3 décembre 1813 (Ordonnance)                                 | 3 décembre 1813 (Ordonnance)                                 |
| La Chaux-du-Dombief                         | La Chaux-du-Dombief                                                  | fusion                                                                                                   | 3 décembre 1813 (Ordonnance)                                 | 3 décembre 1813 (Ordonnance)                                 |
| La Chaux-du-Dombief                         | Ilay                                                                 | fusion                                                                                                   | 3 décembre 1813 (Ordonnance)                                 | 3 décembre 1813 (Ordonnance)                                 |
| Communailles                                | Communailles                                                         | fusion                                                                                                   | 3 décembre 1813 (Ordonnance)                                 | 3 décembre 1813 (Ordonnance)                                 |
| Communailles                                | Boucherans                                                           | fusion                                                                                                   | 3 décembre 1813 (Ordonnance)                                 | 3 décembre 1813 (Ordonnance)                                 |
| Froidefontaine                              | Froidefontaine                                                       | fusion                                                                                                   | 3 décembre 1813 (Ordonnance)                                 | 3 décembre 1813 (Ordonnance)                                 |
| Froidefontaine                              | Bonnet-et-Chezoudet                                                  | fusion                                                                                                   | 3 décembre 1813 (Ordonnance)                                 | 3 décembre 1813 (Ordonnance)                                 |
| Mièges                                      | Mièges                                                               | fusion                                                                                                   | 3 décembre 1813 (Ordonnance)                                 | 3 décembre 1813 (Ordonnance)                                 |
| Mièges                                      | Molpré (commune rétablie en 1846, puis de nouveau fusionnée en 2015) | fusion                                                                                                   | 3 décembre 1813 (Ordonnance)                                 | 3 décembre 1813 (Ordonnance)                                 |
| Coyron                                      | Coyron                                                               | fusion                                                                                                   | 3 octobre 1813 (Ordonnance)                                  | 3 octobre 1813 (Ordonnance)                                  |
| Coyron                                      | Garde-Chemin                                                         | fusion                                                                                                   | 3 octobre 1813 (Ordonnance)                                  | 3 octobre 1813 (Ordonnance)                                  |
| Villeneuve-sous-Pymont                      | Villeneuve-sous-Pymont                                               | fusion                                                                                                   | 31 juillet 1812 (Ordonnance)                                 | 31 juillet 1812 (Ordonnance)                                 |
| Villeneuve-sous-Pymont                      | Feschaux                                                             | fusion                                                                                                   | 31 juillet 1812 (Ordonnance)                                 | 31 juillet 1812 (Ordonnance)                                 |
| Saint-Claude                                | Saint-Claude                                                         | fusion                                                                                                   | 22 décembre 1811 (Ordonnance),                               | 22 décembre 1811 (Ordonnance),                               |
| Saint-Claude                                | Étables                                                              | fusion                                                                                                   | 22 décembre 1811 (Ordonnance),                               | 22 décembre 1811 (Ordonnance),                               |
| Saint-Claude                                | Vaucluse                                                             | fusion                                                                                                   | 22 décembre 1811 (Ordonnance),                               | 22 décembre 1811 (Ordonnance),                               |
| Larrivoire                                  | Larrivoire                                                           | fusion                                                                                                   | 20 juillet 1811 (Ordonnance)                                 | 20 juillet 1811 (Ordonnance)                                 |
| Larrivoire                                  | Samiat                                                               | fusion                                                                                                   | 20 juillet 1811 (Ordonnance)                                 | 20 juillet 1811 (Ordonnance)                                 |
| Larrivoire                                  | Samiset                                                              | fusion                                                                                                   | 20 juillet 1811 (Ordonnance)                                 | 20 juillet 1811 (Ordonnance)                                 |
| Mantry                                      | Mantry                                                               | fusion                                                                                                   | 17 mars 1811 (Ordonnance)                                    | 17 mars 1811 (Ordonnance)                                    |
| Mantry                                      | Boisgelot                                                            | fusion                                                                                                   | 17 mars 1811 (Ordonnance)                                    | 17 mars 1811 (Ordonnance)                                    |
| Arsure                                      | Arsure                                                               | fusion                                                                                                   | 15 septembre 1810 (Ordonnance)                               | 15 septembre 1810 (Ordonnance)                               |
| Arsure                                      | Arsurette                                                            | fusion                                                                                                   | 15 septembre 1810 (Ordonnance)                               | 15 septembre 1810 (Ordonnance)                               |
| Barretaine                                  | Barretaine                                                           | fusion                                                                                                   | 31 janvier 1806 (Ordonnance)                                 | 31 janvier 1806 (Ordonnance)                                 |
| Barretaine                                  | Le Ressart                                                           | fusion                                                                                                   | 31 janvier 1806 (Ordonnance)                                 | 31 janvier 1806 (Ordonnance)                                 |
| Tourmont                                    | Tourmont                                                             | fusion                                                                                                   | 1795-1800                                                    | 1795-1800                                                    |
| Tourmont                                    | Les Souppois                                                         | fusion                                                                                                   | 1795-1800                                                    | 1795-1800                                                    |
| Charnod                                     | Charnod                                                              | fusion                                                                                                   | 1790-1794                                                    | 1790-1794                                                    |
| Charnod                                     | Villetan                                                             | fusion                                                                                                   | 1790-1794                                                    | 1790-1794                                                    |
| Chavia                                      | Chavia                                                               | fusion                                                                                                   | 1790-1794                                                    | 1790-1794                                                    |
| Chavia                                      | Pétière                                                              | fusion                                                                                                   | 1790-1794                                                    | 1790-1794                                                    |
| Choisey                                     | Choisey                                                              | fusion                                                                                                   | 1790-1794                                                    | 1790-1794                                                    |
| Choisey                                     | Partey                                                               | fusion                                                                                                   | 1790-1794                                                    | 1790-1794                                                    |
| Cornod                                      | Cornod                                                               | fusion                                                                                                   | 1790-1794                                                    | 1790-1794                                                    |
| Cornod                                      | Sontannas                                                            | fusion                                                                                                   | 1790-1794                                                    | 1790-1794                                                    |
| Cornod                                      | Thorignat                                                            | fusion                                                                                                   | 1790-1794                                                    | 1790-1794                                                    |
| Cosges                                      | Cosges                                                               | fusion                                                                                                   | 1790-1794 ,                                                  | 1790-1794 ,                                                  |
| Cosges                                      | Le Bourgeau                                                          | fusion                                                                                                   | 1790-1794 ,                                                  | 1790-1794 ,                                                  |
| Denezières                                  | Denezières                                                           | fusion                                                                                                   | 1790-1794                                                    | 1790-1794                                                    |
| Denezières                                  | Grandes-Chiettes                                                     | fusion                                                                                                   | 1790-1794                                                    | 1790-1794                                                    |
| Frébuans                                    | Frébuans                                                             | fusion                                                                                                   | 1790-1794                                                    | 1790-1794                                                    |
| Frébuans                                    | Saint-Georges (canton de Chilly)                                     | fusion                                                                                                   | 1790-1794                                                    | 1790-1794                                                    |
| Gizia                                       | Gizia                                                                | fusion                                                                                                   | 1790-1794                                                    | 1790-1794                                                    |
| Gizia                                       | Bretenoz                                                             | fusion                                                                                                   | 1790-1794                                                    | 1790-1794                                                    |
| Graye-et-Charnay                            | Graye                                                                | fusion                                                                                                   | 1790-1794                                                    | 1790-1794                                                    |
| Graye-et-Charnay                            | Charnay                                                              | fusion                                                                                                   | 1790-1794                                                    | 1790-1794                                                    |
| Lains                                       | Lains                                                                | fusion                                                                                                   | 1790-1794                                                    | 1790-1794                                                    |
| Lains                                       | Écreux                                                               | fusion                                                                                                   | 1790-1794                                                    | 1790-1794                                                    |
| Largillay-Marsonnay                         | Largillay                                                            | fusion                                                                                                   | 1790-1794                                                    | 1790-1794                                                    |
| Largillay-Marsonnay                         | Marsonnay                                                            | fusion                                                                                                   | 1790-1794                                                    | 1790-1794                                                    |
| Mantry                                      | Mantry                                                               | fusion                                                                                                   | 1790-1794                                                    | 1790-1794                                                    |
| Mantry                                      | Bonne                                                                | fusion                                                                                                   | 1790-1794                                                    | 1790-1794                                                    |
| Mantry                                      | Sauvement                                                            | fusion                                                                                                   | 1790-1794                                                    | 1790-1794                                                    |
| Monnet-la-Ville                             | Monnet-la-Ville                                                      | fusion                                                                                                   | 1790-1794                                                    | 1790-1794                                                    |
| Monnet-la-Ville                             | Maison-du-Bois                                                       | fusion                                                                                                   | 1790-1794                                                    | 1790-1794                                                    |
| Montagna-le-Reconduit                       | Montagna-le-Reconduit                                                | fusion                                                                                                   | 1790-1794                                                    | 1790-1794                                                    |
| Montagna-le-Reconduit                       | Lurney                                                               | fusion                                                                                                   | 1790-1794                                                    | 1790-1794                                                    |
| Monteplain                                  | Monteplain                                                           | fusion                                                                                                   | 1790-1794                                                    | 1790-1794                                                    |
| Monteplain                                  | La Plaine                                                            | fusion                                                                                                   | 1790-1794                                                    | 1790-1794                                                    |
| Montigny                                    | Montigny                                                             | fusion                                                                                                   | 1790-1794                                                    | 1790-1794                                                    |
| Montigny                                    | Monnet                                                               | fusion                                                                                                   | 1790-1794                                                    | 1790-1794                                                    |
| Nantey                                      | Nantey                                                               | fusion                                                                                                   | 1790-1794                                                    | 1790-1794                                                    |
| Nantey                                      | Écuria                                                               | fusion                                                                                                   | 1790-1794                                                    | 1790-1794                                                    |
| Orbagna                                     | Orbagna                                                              | fusion                                                                                                   | 1790-1794                                                    | 1790-1794                                                    |
| Orbagna                                     | Crèvecœur                                                            | fusion                                                                                                   | 1790-1794                                                    | 1790-1794                                                    |
| Petit-Noir                                  | Petit-Noir                                                           | fusion                                                                                                   | 1790-1794                                                    | 1790-1794                                                    |
| Petit-Noir                                  | Sauçois                                                              | fusion                                                                                                   | 1790-1794                                                    | 1790-1794                                                    |
| Pimorin                                     | Pimorin                                                              | fusion                                                                                                   | 1790-1794                                                    | 1790-1794                                                    |
| Pimorin                                     | Le Biolay                                                            | fusion                                                                                                   | 1790-1794                                                    | 1790-1794                                                    |
| Rans                                        | Rans                                                                 | fusion                                                                                                   | 1790-1794                                                    | 1790-1794                                                    |
| Rans                                        | Raudey                                                               | fusion                                                                                                   | 1790-1794                                                    | 1790-1794                                                    |
| Saint-Amour                                 | Saint-Amour                                                          | fusion                                                                                                   | 1790-1794                                                    | 1790-1794                                                    |
| Saint-Amour                                 | Allomat                                                              | fusion                                                                                                   | 1790-1794                                                    | 1790-1794                                                    |
| Senay-et-Saint-Georges                      | Senay                                                                | fusion                                                                                                   | 1790-1794                                                    | 1790-1794                                                    |
| Senay-et-Saint-Georges                      | Saint-Georges (canton d'Orgelet)                                     | fusion                                                                                                   | 1790-1794                                                    | 1790-1794                                                    |
| Thoirette                                   | Thoirette                                                            | fusion                                                                                                   | 1790-1794                                                    | 1790-1794                                                    |
| Thoirette                                   | Méligna                                                              | fusion                                                                                                   | 1790-1794                                                    | 1790-1794                                                    |
| Toulouse                                    | Toulouse                                                             | fusion                                                                                                   | 1790-1794                                                    | 1790-1794                                                    |
| Toulouse                                    | Fangy                                                                | fusion                                                                                                   | 1790-1794                                                    | 1790-1794                                                    |
| Valfin                                      | Valfin                                                               | fusion                                                                                                   | 1790-1794                                                    | 1790-1794                                                    |
| Valfin                                      | Écreux-Dessous                                                       | fusion                                                                                                   | 1790-1794                                                    | 1790-1794                                                    |
| Villette-lès-Cornod                         | Villette-lès-Cornod                                                  | fusion                                                                                                   | 1790-1794                                                    | 1790-1794                                                    |
| Villette-lès-Cornod                         | Targon                                                               | fusion                                                                                                   | 1790-1794                                                    | 1790-1794                                                    |
| Vincelles                                   | Vincelles                                                            | fusion                                                                                                   | 1790-1794                                                    | 1790-1794                                                    |
| Vincelles                                   | Bonaisot                                                             | fusion                                                                                                   | 1790-1794                                                    | 1790-1794                                                    |
| Voiteur                                     | Voiteur                                                              | fusion                                                                                                   | 1790-1794                                                    | 1790-1794                                                    |
| Voiteur                                     | Maizière                                                             | fusion                                                                                                   | 1790-1794                                                    | 1790-1794                                                    |

## Créations et rétablissements
| Nom de la commune créée | Commune affectée             | Mode de création                             | Date (et nature) de la décision | Date d'effet                  |
| ----------------------- | ---------------------------- | -------------------------------------------- | ------------------------------- | ----------------------------- |
| Port-Lesney             | Port-Lesney-Grange-de-Vaivre | Démembrement et suppression (rétablissement) | 19 février 1987 (Arrêté)        | 1er mars 1987                 |
| Grange-de-Vaivre        | Port-Lesney-Grange-de-Vaivre | Démembrement et suppression (rétablissement) | 19 février 1987 (Arrêté)        | 1er mars 1987                 |
| Louvatange              | Louvatange-le-Petit-Mercey   | Démembrement et suppression (rétablissement) | 11 décembre 1984 (Arrêté)       | 1er janvier 1985              |
| Le Petit-Mercey         | Louvatange-le-Petit-Mercey   | Démembrement et suppression (rétablissement) | 11 décembre 1984 (Arrêté)       | 1er janvier 1985              |
| Romange                 | Romange-lès-Vriange          | Démembrement et suppression (rétablissement) | 20 septembre 1979 (Arrêté)      | 1er octobre 1979              |
| Vriange                 | Romange-lès-Vriange          | Démembrement et suppression (rétablissement) | 20 septembre 1979 (Arrêté)      | 1er octobre 1979              |
| Aresches                | Moutaine-Aresches            | Démembrement et suppression (rétablissement) | 17 octobre 1950 (Arrêté)        | 11 novembre 1950              |
| Moutaine                | Moutaine-Aresches            | Démembrement et suppression (rétablissement) | 17 octobre 1950 (Arrêté)        | 11 novembre 1950              |
| Fontainebrux            | Villevieux                   | Démembrement                                 | 30 décembre 1907 (Loi)          | 30 décembre 1907 (Loi)        |
| Séligney                | Villers-Robert               | Démembrement (rétablissement)                | 1871                            | 1871                          |
| Molpré                  | Mièges                       | Démembrement (rétablissement)                | 4 août 1846 (Ordonnance)        | 4 août 1846 (Ordonnance)      |
| Lavangeot               | Lavans-lès-Dole              | Démembrement (rétablissement)                | 7 septembre 1845 (Ordonnance)   | 7 septembre 1845 (Ordonnance) |
| Lent                    | Sirod                        | Démembrement (rétablissement)                | 10 janvier 1842 (Ordonnance)    | 10 janvier 1842 (Ordonnance)  |
| Les Arsures             | Montigny-lès-Arsures         | Démembrement                                 | 10 janvier 1842 (Ordonnance)    | 10 janvier 1842 (Ordonnance)  |
| Écrille                 | Plaisia                      | Démembrement (rétablissement)                | 24 juin 1840 (Ordonnance)       | 24 juin 1840 (Ordonnance)     |
| Lajoux                  | Septmoncel                   | Démembrements                                | 21 octobre 1839 (Ordonnance)    | 21 octobre 1839 (Ordonnance)  |
| Lamoura                 | Septmoncel                   | Démembrements                                | 21 octobre 1839 (Ordonnance)    | 21 octobre 1839 (Ordonnance)  |
| Frébuans                | Chilly-le-Vignoble           | Démembrement (rétablissement)                | 5 août 1839 (Ordonnance)        | 5 août 1839 (Ordonnance)      |
| Nogna                   | Nogna-Poids-de-Fiole         | Démembrement et suppression (rétablissement) | 20 mai 1839 (Ordonnance)        | 20 mai 1839 (Ordonnance)      |
| Poids-de-Fiole          | Nogna-Poids-de-Fiole         | Démembrement et suppression (rétablissement) | 20 mai 1839 (Ordonnance)        | 20 mai 1839 (Ordonnance)      |
| Haute-Molune            | Les Bouchoux                 | Démembrement                                 | 8 février 1832 (Ordonnance)     | 8 février 1832 (Ordonnance)   |

## Modifications de nom officiel
| Ancien nom               | Nouveau nom                | Date (et nature) de la décision |
| ------------------------ | -------------------------- | ------------------------------- |
| Val d'Epy                | Val-d'Épy                  | 24 novembre 2017 (Arrêté)       |
| Frasne                   | Frasne-les-Meulières       | 21 décembre 1999 (Décret)       |
| Mournans                 | Mournans-Charbonny         | 27 septembre 1977 (Décret)      |
| Avignon                  | Avignon-lès-Saint-Claude   | 26 mai 1972 (Décret)            |
| Chissey                  | Chissey-sur-Loue           | 4 août 1971 (Décret)            |
| Nanc                     | Nanc-lès-Saint-Amour       | 4 août 1971 (Décret)            |
| Baume                    | Baume-les-Messieurs        | 9 février 1968 (Décret)         |
| Barésia                  | Barésia-sur-l'Ain          | 19 juillet 1962 (Décret)        |
| Messia                   | Messia-sur-Sorne           | 19 juillet 1962 (Décret)        |
| Saint-Laurent-du-Jura    | Saint-Laurent-en-Grandvaux | 19 juillet 1962 (Décret)        |
| Lavancia                 | Lavancia-Epercy            | 25 août 1950 (Décret)           |
| Ruffey                   | Ruffey-sur-Seille          | 20 janvier 1950 (Décret)        |
| Ladoye                   | Ladoye-sur-Seille          | 22 septembre 1948 (Décret)      |
| Blois                    | Blois-sur-Seille           | 4 janvier 1938 (Décret)         |
| Longwy                   | Longwy-sur-le-Doubs        | 4 janvier 1938 (Décret)         |
| Saint-Maurice            | Saint-Maurice-en-Montagne  | 4 janvier 1938 (Décret)         |
| Toulouse                 | Toulouse-le-Château        | 4 janvier 1938 (Décret)         |
| La Chapelle              | La Chapelle-sur-Furieuse   | 11 avril 1933 (Décret)          |
| Clairvaux                | Clairvaux-les-Lacs         | 25 février 1930 (Décret)        |
| Moirans                  | Moirans-en-Montagne        | 31 décembre 1929 (Décret)       |
| Salins                   | Salins-les-Bains           | 29 décembre 1926 (Décret)       |
| Communailles             | Communailles-en-Montagne   | 7 août 1916 (Décret)            |
| Bissia                   | Boissia                    | 23 décembre 1914 (Décret)       |
| Gigny                    | Gigny-sur-Suran            | 4 décembre 1911 (Décret)        |
| Haute-Molune             | La Pesse                   | 14 novembre 1907 (Décret)       |
| Champagne                | Champagne-sur-Loue         | 5 décembre 1906 (Décret)        |
| Villard-la-Rixouse       | Villard-sur-Bienne         | 22 juillet 1904 (Décret)        |
| Dompierre                | Dompierre-sur-Mont         | 26 janvier 1901 (Décret)        |
| Aresches                 | Moutaine-Aresches          | 7 juin 1900 (Décret)            |
| Les Faisses              | Bonnefontaine              | 27 novembre 1897 (Décret)       |
| Rochefort                | Rochefort-sur-Nenon        | 19 octobre 1894 (Décret)        |
| Les Petites-Chiettes     | Bonlieu                    | 27 août 1888 (Décret)           |
| Poitte                   | Pont-de-Poitte             | 23 novembre 1887 (Décret)       |
| Villette-lès-Saint-Amour | L'Aubépin                  | 5 juin 1883 (Décret)            |
| Vornes                   | Les Hays                   | 28 avril 1865 (Loi)             |
| Arsure                   | Arsure-Arsurette           | 30 juillet 1847 (Ordonnance)    |
| Vaux-lès-Molinges        | Vaux-lès-Saint-Claude      | 1847                            |

## Communes associées
Liste des communes ayant, ou ayant eu (en italique), à la suite d'une fusion, le statut de commune associée.
| Nom de la commune     | Code INSEE | Fusion-association                     | Fusion-association | Fusion-association         | Fusion-association                       | D - Défusion ou F - transformation de l'association en fusion simple | D - Défusion ou F - transformation de l'association en fusion simple | D - Défusion ou F - transformation de l'association en fusion simple | D - Défusion ou F - transformation de l'association en fusion simple |
| Nom de la commune     | Code INSEE | date de la décision                    | date d'effet       | commune absorbante         | nom de la commune résultant de la fusion | D/F                                                                  | date de la décision                                                  | date d'effet                                                         | commentaire                                                          |
| --------------------- | ---------- | -------------------------------------- | ------------------ | -------------------------- | ---------------------------------------- | -------------------------------------------------------------------- | -------------------------------------------------------------------- | -------------------------------------------------------------------- | -------------------------------------------------------------------- |
| Morval                | 39369      | Arrêté préfectoral du 24 novembre 1972 | 1er janvier 1973   | Andelot-lès-Saint-Amour    | Andelot-Morval                           |                                                                      |                                                                      |                                                                      |                                                                      |
| Beauvoisin            | 39044      | Arrêté préfectoral du 21 juin 1973     | 1er juillet 1973   | Asnans                     | Asnans-Beauvoisin                        |                                                                      |                                                                      |                                                                      |                                                                      |
| Le Bouchaud           | 39067      | Arrêté préfectoral du 27 décembre 1972 | 1er janvier 1973   | Bersaillin                 | Bersaillin                               | F                                                                    | Arrêté préfectoral du 19 juin 2007                                   | 1er janvier 2008                                                     |                                                                      |
| Le Viseney            | 39580      | Arrêté préfectoral du 27 décembre 1972 | 1er janvier 1973   | Bersaillin                 | Bersaillin                               | F                                                                    | Arrêté préfectoral du 19 juin 2007                                   | 1er janvier 2008                                                     |                                                                      |
| Viremont              | 39578      | Arrêté préfectoral du 22 novembre 1972 | 1er janvier 1973   | Cernon                     | Cernon                                   |                                                                      |                                                                      |                                                                      |                                                                      |
| Marpain               | 39316      | Arrêté préfectoral du 30 décembre 1972 | 1er janvier 1973   | Dammartin                  | Dammartin-Marpain                        | F                                                                    | Arrêté préfectoral du 23 février 1995                                | 23 février 1995                                                      |                                                                      |
| Goux                  | 39256      | Arrêté préfectoral du 18 octobre 1973  | 1er janvier 1974   | Dole                       | Dole                                     |                                                                      |                                                                      | 1er janvier 2014                                                     | Goux devient commune déléguée de Dole                                |
| Nenon                 | 39383      | Arrêté préfectoral du 12 février 1973  | 1er mars 1973      | Éclans                     | Éclans-Nenon                             |                                                                      |                                                                      |                                                                      |                                                                      |
| Poisoux               | 39433      | Arrêté préfectoral du 20 décembre 1972 | 1er janvier 1973   | Épy-Lanéria                | Val-d'Épy                                | F                                                                    | Arrêté préfectoral du 23 décembre 1977                               | 1er janvier 1978                                                     |                                                                      |
| Le Petit-Mercey       | 39414      | Arrêté préfectoral du 21 décembre 1972 | 1er janvier 1973   | Louvatange                 | Louvatange-le-Petit-Mercey               | D                                                                    | Arrêté préfectoral du 11 décembre 1984                               | 1er janvier 1985                                                     | Louvatange-le-Petit-Mercey reprend le nom de Louvatange              |
| Essavilly             | 39212      | Arrêté préfectoral du 23 novembre 1972 | 1er janvier 1973   | Mignovillard-Petit-Villard | Mignovillard                             | F                                                                    | Arrêté préfectoral du 25 novembre 1976                               | 1er mars 1977                                                        |                                                                      |
| Froidefontaine        | 39242      | Arrêté préfectoral du 23 novembre 1972 | 1er janvier 1973   | Mignovillard-Petit-Villard | Mignovillard                             | F                                                                    | Arrêté préfectoral du 25 novembre 1976                               | 1er mars 1977                                                        |                                                                      |
| Abergement-Saint-Jean | 39005      | Arrêté préfectoral du 27 novembre 1975 | 1er janvier 1976   | Neublans                   | Neublans-Abergement                      |                                                                      |                                                                      |                                                                      |                                                                      |
| Fonteny               | 39231      | Arrêté préfectoral du 19 décembre 1972 | 1er janvier 1973   | Pont-d'Héry                | Pont-d'Héry                              | F                                                                    | Arrêté préfectoral du 24 octobre 2005                                | 1er janvier 2006                                                     |                                                                      |
| Moutaine              | 39374      | Arrêté préfectoral du 19 décembre 1972 | 1er janvier 1973   | Pont-d'Héry                | Pont-d'Héry                              | F                                                                    | Arrêté préfectoral du 24 octobre 2005                                | 1er janvier 2006                                                     |                                                                      |
| Grange-de-Vaivre      | 39259      | Arrêté préfectoral du 30 novembre 1972 | 1er janvier 1973   | Port-Lesney                | Port-Lesney-Grange-de-Vaivre             | D                                                                    | Arrêté préfectoral du 19 février 1987                                | 1er mars 1987                                                        | Port-Lesney-Grange-de-Vaivre reprend le nom de Port-Lesney           |
| Vriange               | 39584      | Arrêté préfectoral du 19 décembre 1972 | 1er janvier 1973   | Romange                    | Romange-lès-Vriange                      | D                                                                    | Arrêté préfectoral du 20 septembre 1979                              | 1er octobre 1979                                                     | Romange-lès-Vriange reprend le nom de Romange                        |
| Montmalin             | 39358      | Arrêté préfectoral du 7 novembre 1972  | 1er janvier 1973   | Saint-Cyr                  | Saint-Cyr-Montmalin                      |                                                                      |                                                                      |                                                                      |                                                                      |

## Modifications de limites communales
Le plus souvent, les modifications des limites communales décidées par arrêtés préfectoraux ne sont pas répertoriées dans le Journal officiel ni dans le Bulletin officiel.
| La commune de ...                                | ... cède du territoire à la commune de ...       | précisions                                                                      | Date (et nature) de la décision         |
| ------------------------------------------------ | ------------------------------------------------ | ------------------------------------------------------------------------------- | --------------------------------------- |
| Dole                                             | Brevans                                          | 2 habitants Superficie de 93 a 5 ca                                             | 27 mars 2018 (Décret)                   |
| Salins-les-Bains                                 | Marnoz                                           | 25 habitants                                                                    | 10 juillet 1989 (Arrêté)                |
| Berthelange (département du Doubs)               | Évans                                            | Superficie de 19 ha 33 a 40 ca                                                  | 22 novembre 1979 (Décret)               |
| Évans                                            | Berthelange (département du Doubs)               | Superficie de 19 ha 38 a 80 ca                                                  | 22 novembre 1979 (Décret)               |
| Bletterans                                       | Frangy-en-Bresse (département de Saône-et-Loire) | Superficie de 2 ha 14 a 40 ca                                                   | 5 novembre 1976 (Décret)                |
| Frangy-en-Bresse (département de Saône-et-Loire) | Bletterans                                       | Superficie de 1 ha 33 a 70 ca                                                   | 5 novembre 1976 (Décret)                |
| Cosges                                           | Frangy-en-Bresse (département de Saône-et-Loire) | Superficie de 6 ha 18 a                                                         | 5 novembre 1976 (Décret)                |
| Frangy-en-Bresse (département de Saône-et-Loire) | Cosges                                           | Superficie de 8 ha 64 a 30 ca                                                   | 5 novembre 1976 (Décret)                |
| Cosges                                           | Le Tartre (département de Saône-et-Loire)        | Superficie de 10 ha 41 a 30 ca                                                  | 5 novembre 1976 (Décret)                |
| Le Tartre (département de Saône-et-Loire)        | Cosges                                           | Superficie de 7 ha 89 a 40 ca                                                   | 5 novembre 1976 (Décret)                |
| Lons-le-Saunier                                  | Perrigny                                         | Superficie de 17 ha 93 a 2 ca                                                   | 27 juillet 1966 (Décret)                |
| Perrigny                                         | Lons-le-Saunier                                  | Superficie de 23 ha 29 a 36 ca                                                  | 27 juillet 1966 (Décret)                |
| Communailles-en-Montagne                         | Mignovillard                                     | 6 habitants                                                                     | 13 juillet 1965 (Arrêté)                |
| Montaigu                                         | Lons-le-Saunier                                  | Quartier des Rochettes 284 habitants                                            | 12 avril 1965 (Décret)                  |
| Mesnois                                          | Pont-de-Poitte                                   | Hameau de Rières Mesnois 67 habitants                                           | 9 décembre 1960 (Arrêté)                |
| Ruffey-sur-Seille Larnaud                        | Larnaud Ruffey-sur-Seille                        |                                                                                 | 2 janvier 1959 (Arrêté)                 |
| Ruffey-sur-Seille Desnes                         | Desnes Ruffey-sur-Seille                         |                                                                                 | 11 mai 1955 (Arrêté)                    |
| Montain Lavigny                                  | Lavigny Montain                                  |                                                                                 | 23 mai 1951 (Arrêté)                    |
| Jeurre                                           | Lavancia                                         | Hameau d'Épercy                                                                 | 25 août 1950 (Décret)                   |
| Larnaud Fontainebrux                             | Fontainebrux Larnaud                             |                                                                                 | 5 juin 1950 (Arrêté)                    |
| Perrigny Lons-le-Saunier                         | Lons-le-Saunier Perrigny                         |                                                                                 | 7 décembre 1942 (Arrêté)                |
| Montaigu                                         | Lons-le-Saunier                                  |                                                                                 | 27 juillet 1883 (Loi)                   |
| Marnoz                                           | Salins                                           | Hameaux de Saint-Michel-le-Bas, Cantaine et Grange-Feuillet                     | 15 mai 1869 (Décret)                    |
| Vornes                                           | Beauvoisin                                       | Hameaux de Vornes, du Parolais et du Nivelet                                    | 19 avril 1865 (Loi)                     |
| Prémanon Les Rousses                             | Les Rousses Prémanon                             | Territoire de la Vallée des Dappes. Nouvelle limite fixée au bief de la Chaille | 18 mars 1865 (Décret)                   |
| Dole                                             | Azans                                            |                                                                                 | 10 novembre 1862 (Décret)               |
| Salins                                           | Marnoz                                           |                                                                                 | 12 mars 1862 (Décret)                   |
| Poligny                                          | Le Fied                                          |                                                                                 | 11 mai 1836 (Loi)                       |
| SUISSE                                           | Les Rousses                                      | Vallée des Dapes Superficie de 213 ha 65 a                                      | 10 février 1811 (Décret)                |
| SUISSE                                           | Prémanon                                         | Vallée des Dapes Superficie de 213 ha 65 a                                      | 10 février 1811 (Décret)                |
| Frasne (département du Doubs) Bief-du-Fourg      | Bief-du-Fourg Frasne (département du Doubs)      |                                                                                 | 24 mai 1803 (Arrêté) (4 prairial an 11) |